# Parafia Najświętszego Zbawiciela we Włocławku
Parafia Najświętszego Zbawiciela we Włocławku – rzymskokatolicka parafia we Włocławku, należąca do diecezji włocławskiej i dekanatu włocławskiego I. Powołana 20 kwietnia 1958 roku przez księdza biskupa Antoniego Pawłowskiego. Obsługiwana przez księży diecezjalnych.

## Historia

### Kaplica przy ul. Jagiellońskiej (1958–1988)

#### Powstanie parafii
Parafia Najświętszego Zbawiciela we Włocławku została wyodrębniona z terenów należących do parafii św. Jana Chrzciciela, dawnej fary miejskiej. Po raz pierwszy pomysł założenia parafii na tym terenie pojawił się jeszcze w okresie dwudziestolecia międzywojennego, ale nie podjęto żadnych kroków do jego realizacji.
Powstanie parafii wiązało się ze wzrostem katolickiej ludności Włocławka w okresie powojennym na skutek osiedlania się nowych mieszkańców w budynkach opuszczonych przez Niemców i Żydów oraz uprzemysłowienia miasta, a także z gwałtowną rozbudową ulic Jagiellońskiej, Kraszewskiego, Bukowej, Traugutta i św. Antoniego. Założenia nowej parafii domagali się sami mieszkańcy tych terenów. 27 października 1953 roku Jadwiga Górnikiewicz (1907-1997) wystosowała list do biskupa Antoniego Pawłowskiego, w którym wyraziła gotowość do przekazania działki nr 599 leżącej przy ul. Jagiellońskiej na rzecz budowy tu nowego kościoła. W ten sposób chciała wypełnić wolę zamordowanego w Palmirach męża Lucjana Górnikiewicza (1902-1940). Biskup Pawłowski nie podjął wówczas starań o budowę świątyni, prawdopodobnie z uwagi na opresyjny stalinizm panujący w Polsce.
Odwilż gomułkowska umożliwiła podjęcie starań o założenie nowej parafii. Pod koniec 1956 roku stworzenie nowych parafii we Włocławku zasugerował ówczesny oficjał sądu kościelnego ks. Władysław Szafrański. Projekt ks. Szafrańskiego zakładał m.in. utworzenie parafii św. Antoniego Padewskiego, która mieściłaby się w okolicy dzisiejszego Zielonego Rynku, w miejscu nieistniejącego już cmentarza komunalnego. Później w tym miejscu wybudowano nowy urząd miasta. Władze kościelne szybko zarzuciły pomysł budowania świątyni na Zielonym Rynku, proponując w jej miejsce kościół przy ul. Jagiellońskiej. Ksiądz Szafrański poparł ten pomysł i podejmował starania o jego realizację. W tym celu prowadził rozmowy z aktorką Stanisławą Mühsam z d. Lubicz-Sarnowską (1891-1958), wdową po Wiktorze Mühsam, synu i współpracowniku Hugona Mühsama, w sprawie pozyskania od niej działki nr 731/931 leżącej przy ul. Jagiellońskiej 5. Próbował też pozyskać środki na budowę kościoła.
11 marca 1957 roku Kuria Diecezjalna we Włocławku zwróciła się do Prezydium Miejskiej Rady Narodowej we Włocławku oraz Zarządu Architektoniczno-Budowlanego Prezydium Wojewódzkiej Rady Narodowej w Bydgoszczy z pilną prośbą o przydzielenie działki Jadwigi Górnikiewicz pod budowę nowego kościoła parafialnego dla wskazanej wyżej dzielnicy. W toku korespondencji kuria zmieniła plan i zaproponowała wykorzystanie działek budowlanych nr 731/931 (działka Stanisławy Mühsam), 385/41 (własność Prezydium MRN we Włocławku) i 992/1243, leżących odpowiednio przy ul. Jagiellońskiej 5,7 i 9. 11 kwietnia 1957 roku Prezydium WRN w Bydgoszczy odpowiedziało odmownie, uzasadniając to przyznaniem materiałów budowlanych pod budowę innych obiektów sakralnych w obrębie województwa bydgoskiego, a także tym, że w bliskim otoczeniu nowej dzielnicy istnieją już trzy inne kościoły (św. Jana Chrzciciela, Wszystkich Świętych i katedra Wniebowzięcia Najświętszej Maryi Panny). Przez kolejne miesiące Kuria i Prezydium WRN wymieniał korespondencję, w której ścierały się argumentami ws. powstania nowej parafii. Ostatecznie strona rządowa wycofała swoje zastrzeżenia w liście z 20 listopada 1957 roku. 16 grudnia Wojewódzki Zarząd Architektoniczno-Budowlany zastrzegł, że zgoda na powstanie parafii nie jest równoznaczna ze zgodą na budowę świątyni.
25 listopada 1957 roku biskup Antoni Pawłowski powierzył misję stworzenia nowej parafii ks. Stanisławowi Anzorge, dotychczasowemu proboszczowi parafii św. Jana Chrzciciela we Włocławku. Ks. Anzorge miał zorganizować tymczasową kaplicę dla nowej parafii. 12 czerwca 1957 roku kapituła katedralna we Włocławku uznała potrzebę powstania parafii przy ul. Jagiellońskiej. W grudniu tego roku ruszyły konsultacje ws. wytyczenia jej granic. Szczegółowym planem zajęła się specjalnie powołana do tego komisja kapitulno-katedralna. Większość proboszczów miasta uznała propozycję kapituły, z wyjątkiem proboszcza parafii św. Jana Chrzciciela we Włocławku ks. Antoniego Borowskiego, z której terenów miała zostać wydzielona nowa jednostka. 19 kwietnia 1958 roku wydano dekret erekcyjny parafii, które wszedł w życie następnego dnia.
Początkowo, parafia miała nosić wezwanie Dobrego Pasterza. Tak też była określana w dokumentach planowych komisji kapitulno-katedralnej. Ostatecznie, być może na wniosek ks. Szafrańskiego, przyjęto wezwanie Świętego Zbawiciela. Pod tą nazwą parafia funkcjonowała do 1978 roku. Nazwa Najświętszego Zbawiciela użył po raz pierwszy prymas Stefan Wyszyński w liście z 28 kwietnia 1960 roku. W oficjalnym dokumencie nowa nazwa pojawiła się po raz pierwszy w Roczniku Diecezji Włocławskiej na rok 1978. Przez kolejne lata używano zamiennie dwóch wezwań parafii. Nazwę Najświętszego Zbawiciela utrwalił biskup Jan Zaręba, erygując 5 maja 1985 roku nowy kościół parafialny pod tymże wezwaniem.
Dekret erekcyjny parafii wytyczał jej granicę w obrębie wytyczonym przez ulic: środkiem ulic Reymonta, Marchlewskiego i Alei Chopina oraz wzdłuż toru kolejowego. Był to teren mniejszy niż proponowany we wcześniejszych planach, które uwzględniały m.in. włączenie do parafii m.in. ulic Stodólnej, Piekarskiej, 3 Maja i placu Wolności. Według dekretu, parafia znajdowała się pierwotnie w obrębie macierzyńskiej parafii św. Jana Chrzciciela, co mogło mieć na celu zapewnienie jej pomocy materialnej ze strony dawnej fary i złagodzenie konfliktu z jej proboszczem. Dokument zawierał aneks, w którym pojawiły się przeczące sobie informacje. Aneks wskazywał, że właściwe granice parafii mają zostać wytyczone w czerwcu 1958 roku, podczas gdy właściwy dokument oznajmiał, że zostaną one wytyczone po wybudowaniu właściwego kościoła. Doprowadziło to do konfliktu proboszcza Anzorge z biskupem Pawłowskim. W toku korespondencji, biskup dołączył do granic nowej parafii część terenów parafii katedralnej w 1959 roku. Definitywnie wyłączenie parafia Świętego Zbawiciela z parafii św. Jana Chrzciciela nastąpiło w styczniu 1960 roku. Jednak zatwierdzenie jej granic miało miejsce dopiero w 1981 roku. Po odłączeniu od parafii macierzystej w 1960 roku, parafia Świętego Zbawiciela liczyła 3571 osób.

#### Budowa kaplicy i starania o budowę kościoła parafialnego

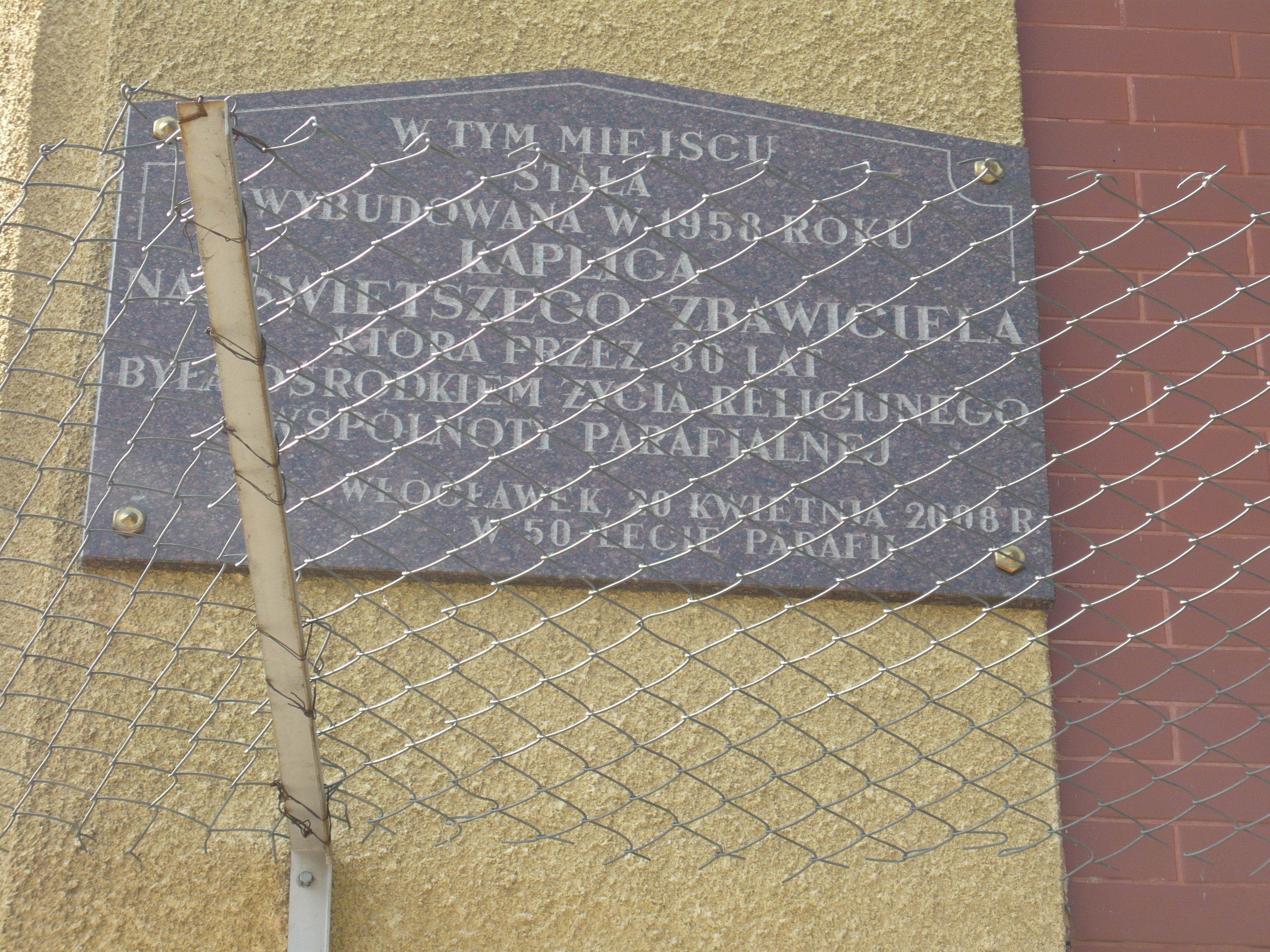
Tablica upamiętniająca pierwotną kaplicę przy ul. Jagiellońskiej

8 marca 1958 roku Prezydium Wojewódzkiej Rady Narodowej w Bydgoszczy wyraziło zgodę na budowę tymczasowej kaplicy dla parafii Świętego Zbawiciela we Włocławku. Nie uzyskano natomiast zgody na budowę świątyni w obrębie ww. działek przy ul. Jagiellońskiej 5, 7 i 9. Dla potrzeb świątyni zaadaptowano istniejący już budynek gospodarczy leżący przy ul. Jagiellońskiej 13, u zbiegu z ul. Chmielną. Leżał on na placu dzierżawionym przez p. Helenę Kuźnicką (1880-1970). Prace adaptacyjne trwały od marca do kwietnia, a wykonała je Spółdzielnia „Przyszłość”. Tymczasowa kaplica została poświęcona 20 kwietnia 1958 roku przez ks. Bolesława Kunkę, co było równoznaczne z erekcją parafii. Do czasu budowy właściwej świątyni, kuria uznała kaplicę za kościół parafialny Świętego Zbawiciela.
Dzień po poświęceniu kaplicy, 21 kwietnia ks. Anzorge wystosował pismo do Wydziału Architektoniczno-Budowlanego WRN w Bydgoszczy z prośbą o wytyczeniu placu pod budowę świątyni parafialnej. W maju Wydział wyraził zgodę na budowę kościoła na placu przy ul. Jagiellońskiej 5. W celu pozyskania placu, Kuria zaproponowała wymianę należącego do niej terenu przy ul. Łęgskiej, na którym mieściło się boisko szkoły im. Długosza na wspomnianą działkę przy ul. Jagiellońskiej. 9 czerwca wysłała do Wydziału plany sytuacyjne i założenia projektowe kościoła. Plan ten zakładał, że kościół pomieści do pięciu tysięcy wiernych z 400 miejscami siedzącymi. Miał mieć m.in. duże prezbiterium z wyeksponowanym ołtarzem głównym, cztery ołtarze boczne, stałe konfesjonały, dużą przestrzeń na chór, kaplicę przedpogrzebową w podziemiu, budowę osobnego budynku administracyjno-mieszkalnego z kancelarią parafialną, pokojami dla księży i pracowników kościelnych i kuchnią z jadalnią czy możliwość odprawiania we wnętrzu kościoła Drogi Krzyżowej i procesji. Większość z tych punktów zostało zrealizowanych później przy budowie właściwej świątyni.
10 czerwca 1958 roku odbyła się konferencja z udziałem przedstawicieli WRN w Bydgoszczy, biskupa Pawłowskiego i kanclerza kurii ks. Włodzimierza Krchniaka. Zatwierdzono na niej m.in. wspomnianą wyżej zamianą placu przy ul. Łęgskiej oraz obszar, w jakim może powstać kościół. Ostatecznie, 8 lipca 1958 r. Prezydium WRN w Bydgoszczy nie zezwoliło na budowę świątyni we wskazanym miejscu, ponieważ władze miasta miały już wcześniej (w lutym) wyznaczyć teren przy ul. Jagiellońskiej pod budowę domów robotniczych. W rzeczywistości domy te nie powstały, natomiast znacznie później wybudowano w tym miejscu bloki mieszkalne. Z braku innych placów, które władza mogłaby przekazać kurii, anulowano też wymianę placów. W zamian, zezwolono Kurii na nabycie prywatnego placu przy ul. Bukowej, należącego do pp. Paszkowskich. Kuria diecezjalna bezskutecznie odwoływała się od decyzji Prezydium WRN, także w Urzędzie do Spraw Wyznań w Warszawie. Nie pomogła również interwencja biskupa Pawłowskiego do ministra Jerzego Sztachelskiego, pełnomocnika rządu do spraw stosunków z Kościołem. 22 kwietnia 1959 roku odbyło się spotkanie ks. Anzorge z Prezydium MRN we Włocławku. Odrzucono kolejne pomysły na lokalizację kościoła – u zbiegu ul. św. Antoniego (wówczas: ul. Marchlewskiego) i Bukowej (jako powód podano bliskość szkoły z internatem) i przy ul. Chopina (tu planowano już budowę bloków mieszkalnych, co w istocie miało miejsce w kilka lat później). Ponownie odmówiono zgody na budowę przy ul. Jagiellońskiej 5, 7 i 9.
Jednocześnie, ks. Anzorge rozpoczął starania o nabycie wspomnianej działki należącej do sukcesorów po zmarłym Teofilu Paszkowskim (1870-1945), leżącej pomiędzy ulicami Olszową, Sosnową, Bukową i Traugutta. 26 maja 1958 r. administrator parafii wystąpił do Prezydium WRN w Bydgoszczy o zgodę na nabycie działki należącej pp. Paszkowskich. Również i ta prośba została odrzucona.
W listopadzie 1959 r. biskup Pawłowski ponownie skontaktował się z ministrem Jerzym Sztachelskim. Tym razem wystąpił o zgodę na przejęcie przez parafię działki Heleny Kuźnickiej przy ul. Jagiellońskiej 13, przy której stała już kaplica, oraz sąsiadującej z nią działki przy ul. Jagiellońskiej 15, należącej do Seweryna Urbańskiego (1905-1993). Nie ma informacji, by minister odpowiedział na te pismo.

#### Rozbudowa kaplica, próba uzyskania pomieszczeń na cele administracyjne
W obliczu niepowodzenia planu nabycia działki na kościół parafialny, Kuria Diecezjalna postanowiła powiększyć obecnie istniejącą kaplicę. Kierownik Wydziału do Spraw Wyznań przy Prezydium WRN w Bydgoszczy, były kleryk Alfons Markun wyraził ustną zgodę na ten pomysł, z zastrzeżeniem, że kuria zobowiąże się rozebrać kaplicę w przypadku takowego żądania ze strony rządowej. Prezydium WRN w Bydgoszczy potwierdziło tę zgodę w pismach z 8 marca i 8 września 1958 r. 20 października zatwierdzono plan rozbudowy kaplicy w kierunku granicy posesji.
Między 5 listopada 1958 a kwietniem 1959 r. dokonano poszerzenia gmachu kaplicy przy ul. Jagiellońskiej. Jeszcze w 1959 roku ks. Anzorge wypożyczył materiały budowlane od proboszcza parafii św. Stanisława we Włocławku ks. Piotra Zwierza, jednak planowana rozbudowa nie doszła do skutku.
W początkach funkcjonowania kaplicy, ks. Anzorge próbował nabyć dla parafii dodatkowe pomieszczenia, które mógłby przeznaczyć na kancelarię, zakrystię czy sale katechetyczne. Katecheza odbyła się w parafii od 1959 r. Z racji braku sal, w 1960 r. kaplicę przedzielono kotarą, by w jednej części móc nauczać dzieci. 22 stycznia 1959 roku wystąpił do kurii z prośbą o wydzierżawienie dla parafii św. Zbawiciela I piętra budynku administracyjno-mieszkalnego przy ul. św. Jana 3 we Włocławku, wybudowanego przez niego samego na potrzeby parafii św. Jana Chrzciciela. Przedstawiciele obu parafii zawarli ugodę w dn. 1 czerwca 1959 roku, na mocy której parafia Zbawiciela nabyła prawa do użytkowania I piętra gmachu na okres 10 lat. W piśmie z sierpnia tego roku, kuria nie zezwoliła jednak na urządzenie w tym gmachu kancelarii parafialnej. Z powodu sporów między parafiami, w grudniu 1959 roku parafia Zbawiciela opuściła gmach przy ul. św. Jana 3.
W listopadzie 1959 r. parafia wydzierżawiła dom przy ul. Chmielnej 22 (działka nr 924), należący do p. Heleny Kuźnickiej. Aby to umożliwić, w listopadzie 1959 r. ks. proboszcz Anzorge wypłacił wcześniej tzw. odstępne spadkobiercy H. Kuźnickiej, Jerzemu Pilarskiego (1930-1993). Z początku dom zamieszkiwał ks. wikariusz. W styczniu 1960 r. tymczasowy administrator parafii ks. Tadeusz Szmidt urządził tu kancelarię parafialną. Z powodu braku pomieszczeń gospodarczych, ta sama kancelaria była używana jako skład. 6 kwietnia 1961 roku ks. Stanisław Grzybowski, wikariusz parafii w latach 1960–1964, nabył dom wraz z placem nr 61 i 123. W kolejnym roku ks. Grzybowski zapisał działkę na rzecz parafii w swoim testamencie.
W styczniu 1960 r. ks. Szmidt wystosował pismo do Wydziału Kwaterunkowego Prezydium MRN we Włocławku o przydzielenie parafii dwuizbowego mieszkania przy ul. Chmielnej 22/4 w celu urządzenia tam kancelarii parafialnej. Dotychczas mieszkał tam ks. wikariusz. W odpowiedzi z 25 stycznia, Prezydium MRN nakazało eksmisję z lokalu, ponieważ wikariusz miał zajmować ten lokal nielegalnie. Po odwołaniach ks. proboszcza i kurii do Prezydium MRN we Włocławku i Prezydium WRN w Bydgoszczy, 21 czerwca 1960 r. Wydział Spraw Lokalowych Prezydium MRN we Włocławku uchyliło nakaz eksmisji.
Kolejny proboszcz parafii, ks. Józef Prorok także podejmował próby uzyskania lokalu w celu utworzenia kancelarii, jednak bezskutecznie.
25 maja 1960 r. ks. Prorok złożył wniosek do Prezydium WRN w Bydgoszczy o pozwolenie na dobudowanie zakrystii dla kościoła. Ostateczną zgodę uzyskano 15 maja 1965 roku. 31 sierpnia Wydział Budownictwa, Urbanistyki i Architektury Prezydium WRN w Bydgoszczy odrzucił jednak plany budowy przedstawione przez ks. Proroka. Plan ks. Proroka zakładał rozbudowanie zakrystii za prezbiterium i utworzenie dwóch wyjść zapasowych, z kolei Prezydium WRN mogło się zgodzić jedynie na budowę z bocznej strony kaplicy i z jednym wyjściem zapasowym. Pomimo kolejnych apelacji ks. Proroka, Prezydium WRN w Bydgoszczy podtrzymało swoją decyzję. Zakrystię zbudowano w okresie od lutego do marca 1966 roku.
W 1965 r. ks. Prorok uzyskał od kurii diecezjalnej na nabycie działki Seweryna Urbańskiego przy ul. Jagiellońskiej 15 (plac nr 60) o powierzchni 205 m², przylegającej do kaplicy. 20 grudnia 1965 r. nabył 2/5 tejże działki, wspólnie z p. Anielą Okoń. W maju kolejnego roku planowano nabyć pozostałą część placu, ale zrobiło to miasto, korzystając z prawa pierwokupu. Parafia oddzieliła swój teren działki parkanem z siatki i żelazną bramą. Na jej terenie wzniesiono drewniany magazyn. W marcu 1966 r. ks. Prorok wyłożył ściany płytami paździerzowymi, przerabiając ją na niedużą salę katechetyczną. Dowiedziawszy się o tym, władze nakazały rozbiórkę sali do 14 kwietnia. Ks. Prorok nie wykonał tego polecenia. W listopadzie 1969 r., kolejny proboszcz ks. Feliks Gruse przedłużył ściany salki i połączył ze ścianą kaplicy, a następnie obmurował.
W 1966 r. ks. Prorok został usunięty z parafii, wg jego własnej opinii z powodu konfliktu z biskupem Pawłowskim. Nowy proboszcz ks. Feliks Gruse zaprzestał podejmowania prób uzyskania zgody na budowę właściwej świątyni parafialnej. Od 20 maja do 20 czerwca 1967 r. dokonał gruntownego remontu wnętrza kaplicy wg projektu mgr. Antoniego Szymkowskiego. Remont miał na celu m.in. wdrożenie reform II soboru watykańskiego, co wymagało wymianę ołtarza na stojący przodem do wiernych i wprowadzenie zmian w przestrzeni prezbiterium. Kolejne zmiany wprowadzał do początku grudnia tego roku. Przy ich okazji zakupił dla księży nowe ornaty. Nowy ołtarz główny został konsekrowany 8 grudnia 1967 r. przez biskupa Pawłowskiego.
W kwietniu 1968 r. ks. Gruse przedstawił kurii diecezjalnej plany przebudowy kaplicy, która nadałaby bardziej zdobny charakter jej fasadzie. Zostały one odrzucone przez Diecezjalną Komisję Sztuki Kościelnej pod przewodnictwem biskupa Jana Zaręby. W opinii komisji tymczasowa kaplica nie potrzebowała tak zdobnej fasady.

#### Dalsze próby uzyskania zgody na budowę świątyni, próba pozyskania pomieszczeń na sale katechetyczne
W latach 70., biskup Zaręba oraz członkowie wspólnoty św. Zbawiciela podejmowali kolejne próby uzyskania zgody na budowę kościoła parafialnego. 30 stycznia 1971 r. bp Zaręba zwrócił się do premiera Piotra Jaroszewicza, w którym prosił o wywarcie wpływu na organy decyzyjne. Premier nie odpowiedział. 15 października 1972 r. wystosowano list do I Sekretarza PZPR Edwarda Gierka, sygnowany przez 2350 parafian oraz proboszcza. Pismo nie dotarło do rąk własnych adresata, lecz zostało przekierowane do Urzędu do Spraw Wyznań, który to nie udzielił odpowiedzi. 10 lutego 1973 r. biskup Zaręba napisał do podsekretarza stanu Aleksandra Skarżyńskiego, także bezskutecznie. 24 grudnia 1975 r. kuria ponowiła próbę uzyskania zgody na budowę świątyni, ale władze przeciągały załatwienie sprawy. 25 września 1976 r. parafianie wystosowali kolejny list do I Sekretarza Edwarda Gierka. W odpowiedzi władze poinformowały, że o zgodę na budowę kościoła może wystąpić tylko kuria diecezjalna. Kolejne wnioski kurii z 18 października i 20 grudnia 1977 r. także nie zostały rozpatrzone.
W 1971 r. ks. Gruse przedłużył dotychczas istniejącą salę katechetyczną o kolejne pomieszczenie. W 1972 r. dodano w ten sposób trzecią salę. W lipcu 1973. przedłużył budynek o kolejną salę. Wówczas Prezydium MRN we Włocławku uznały działania proboszcza za samowolę budowlaną i nakazały rozbiórkę sali, która miała zostać zbudowana na działce należącej do państwa. Decyzję potwierdził w dn. 28 lipca Wydział do Spraw Wyznań Prezydium WRN w Bydgoszczy. Ksiądz Gruse nie wykonał tego polecenia, a w jego obronie stanęła kuria diecezjalna. 21 lutego 1974 r. Prokuratura Powiatowe we Włocławku złożyła w tej sprawie akt oskarżenia przeciwko ks. Gruse. 7 marca odbyła się rozprawa w II Wydziale Karnym Sądu Powiatowego we Włocławku. Sąd uznał ks. Gruse winnym samowoli budowlanej, zajęcia terenu należącego do Skarbu Państwa i niepodporządkowaniu się decyzji władzy o rozbiórce sali. Został skazany na rok pozbawienia wolności w zawieszeniu na dwa lata. Zobowiązano go także do wniesienia opłaty sądowej w wysokości 1800 zł i pokrycia kosztów postępowania w wysokości 1900 zł. Pomimo wyroku, ks. Gruse nie rozebrał sali katechetycznej. W 1978 r. urządzono piątą salę w domu przy ul. Chmielnej 22, którą wyposażoną w rzutnik przeźroczy.
W 1978 r. parafia rozpoczęła starania o uzyskanie zezwolenia na przejęcie nieruchomości przy ul. Chmielnej 22. Należała ona wciąż do księdza Stanisława Grzybowskiego, dawnego wikariusza parafii. W tym celu zwrócono się z wnioskiem do Wydziału do Spraw Wyznań Urzędu Wojewódzkiego we Włocławku. 24 maja 1978 r. Wydział odmówił wydania zgody. Uzasadniono to planem poszerzenia ulicy Chmielnej, w wyniku czego działka miała się znaleźć w pasie ulicy. Poza tym stwierdzono, że w najbliższej przyszłości planuje się tu budowę nowych budynków mieszkalnych. Parafia odwołała się od decyzji, co zainicjowało dwuletnią wymianę korespondencji, która jednak nie przyniosła rezultatu.
Innym planem biskupa Zaręby było wykupienie budynku pobliskiego przedszkola, z zamiarem przekształcenie go na plebanię kościoła. Pomysłowi sprzeciwił się ks. proboszcz Gruse, uznając, że budynek nie nadaje się na plebanię.
W 1979 r. podjęto próbę uzyskania trzech działek prywatnych położonych przy ulicach Bukowej i Topolowej, z zamiarem budowy na nich świątyni parafialnej. Nie doszła ona do skutku z uwagi na brak zgody Architekta Wojewódzkiego. Argumentował to tym, że na wspomnianych działkach powinny powstać bloki mieszkalnej.

#### Próby uzyskania placu na budowę kościoła w okresie Karnawału Solidarności
Okres Karnawału Solidarności był okazją do wzmożenia presji na władzę w celu uzyskania zgody na budowę kościoła. Na tym etapie planowano budowę nowego kościoła w miejscu istniejącej kaplicy przy ul. Jagiellońskiej 13.
13 listopada 1980 r. przedstawiciele Kurii Diecezjalnej spotkali się z władzami miasta z prezydent Jadwigą Biedrzycką na czele. Proponowano wymianę placu przy ul. Wiejskiej 16c (wówczas: ul. Dzierżyńskiego), należącego do Kurii na działkę przy wylocie ul. Jagiellońskiej, na skraju Parku Łokietka. 15 listopada biskup Zaręba wystosował pismo do Wojewody Włocławskiego Romana Różyckiego, w którym przedstawił tą samą propozycję. 15 grudnia 1980 r. Wojewoda Różycki wyraził zgodę na budowę kościoła w miejscu obecnie stojącej kaplicy. Na budowę wyznaczono działki 60, 61, 62 i 133. Działka nr 61 i 2/5 działki zajmowała kaplica. Wojewoda był gotów odstąpić działkę nr 133 i pozostałe 3/5 działki nr 60 na rzecz parafii na zasadzie wieczystego użytkowania. Działka nr 62 leżąca przy ul. Kraszewskiego 32 należała wówczas do p. Idy Rutkowskiej (1907-2001), wobec czego Kuria musiałaby nabyć ją samodzielnie. Decyzja ta nie usatysfakcjonowała strony kościelnej, z uwagi na zbyt mały plac w stosunku do wielkości planowanego kościoła. 30 czerwca 1981 r. proboszcz Gruse, w oparciu o negatywną opinię projektanta Andrzeja Fajansa, zwrócił się do Wojewody z prośbą o zmianę lokalizacji gmachu. Wykorzystał w tym celu pismo Urzędu Miasta z 16 czerwca, w którym zaplanowane wspomniane rozszerzenie ulicy. Chmielnej i ścięcie narożnika ul. Kraszewskiego i Chmielnej. Jednocześnie zlecono opracowanie dwóch projektów – dla lokalizacji przy ul. Jagiellońskiej oraz na terenie Parku Łokietka. Pierwszy z nich, przygotowany przez Andrzeja Fajansa, został odrzucony przez Wojewodę Włocławskiego. Zakład on, że architektura świątyni wyobrażałaby ręce złożone do modlitwy. Drugi projekt opracował Jan Kopydłowski z Poznania. Ten także nie uzyskał aprobaty władz.
17 i 23 lipca 1981 r. biskup Zaręba spotkał się z wojewodą Różyckim. Na spotkaniu, wojewoda zaprzeczył, jakoby planowano poszerzanie ul. Chmielnej, a jeśli nawet by tak było, to nie uniemożliwiałaby ona budowy kościoła przy ul. Jagiellońskiej 13. Biskup ponawiał swoją prośbę w rozmowach telefonicznych, także bezskutecznie.
7 października 1981 r. ks. Gruse przekazał Wojewódzkiemu Biuru Planowania Przestrzennego we Włocławku plan zagospodarowania przestrzennego placu przy ul. Jagiellońskiej 13. Zaczął też gromadzić materiały budowlane. 12 października 1981 r. Diecezjalna Komisja Sztuki pod przewodnictwem bpa Jana Zaręby zaakceptowała projekt kościoła autorstwa Ludwika Mackiewicza z Łodzi. Kandydatura inż. Mackiewicza została wysunięta przez Głównego Architekta Województwa Włocławskiego inż. Bogusława Stroszejna. Komisja wniosła przy tym drobne poprawki. Poprawiony projekt przesłano do Wojewódzkiego Biura Planowania Przestrzennego we Włocławku. 4 lutego 1982 r. te wydały zgodę na realizację planu.
11 marca 1982 r. wydało decyzję o poszerzeniu ulicy Chmielnej. Była ona sprzeczna z planem budowy kościoła przy ul. Jagiellońskiej 13, z uwagi na to, że plac nr 61 miał znaleźć się w pasie ulicy. Wojewódzka Dyrekcja Rozbudowy Miast i Osiedli Wiejskich zwróciła się wówczas do ks. Grzybowskiego z prośbą o odstąpienie działki na rzecz Skarbu Państwa. W razie odmowy przewidywano przymusowe wywłaszczenie księdza. Ostatecznie władze odstąpiły od tego pomysłu, z uwagi na lokalizację kościoła w Parku Łokietka. W 1983 r. ksiądz Grzybowski przekazał działkę parafii w formie darowizny. Z kolei ks. Prorok i Aniela Okoń przekazali parafii 2/5 działki przy ul. Jagiellońskiej 15.
Ostatecznie, realizację planu budowy kościoła przy ul. Jagiellońskiej 13 uniemożliwił opór p. Idy Rutkowskiej. Ta nie zgodziła się na wykupienie jej działki przy ul. Kraszewskiego 32, a ks. Gruse oskarżała o próbę skrzywdzenia jej osoby przed władzami państwowymi i kościelnymi, włącznie z biskupem Zarębą i Prymasem Józefem Glempem. W opinii ks. Stanisława Płaszczyka, miało to być związane z faktem, że p. Rutkowska nie była wyznania katolickiego. Wykorzystując jej odmowę, 6 października 1982 r. biskup Zaręba ponownie zaproponował budowę kościoła w Parku Łokietka.
29 września 1982 r. Wojewoda Różycki ustąpił ze stanowiska. Sprawę przejął wicewojewoda Tadeusz Gembicki. 11 listopada nawiązał kontakt z biskupem Zarębą, w którym wyjaśniał, że analizuje się możliwości budowę kościoła w Parku Łokietka. Wyjaśnił również, że wcześniej opór wynikał z planowanej w tym miejscu budowy nowego gmachu szkoły muzycznej. 21 grudnia 1982 r. doszło do spotkania wicewojewody Gembickiego z biskupem Zarębą. Ustalono wówczas, że parafia otrzyma plac w Parku Łokietka w zamian za plac przy ul. Jagiellońskiej 13/15. 29 grudnia 1982 r. wydano w tej sprawie oficjalną decyzję. Na początku kolejnego roku rozpoczęto budowę obecnie istniejącego kościoła parafii Najświętszego Zbawiciela we Włocławku.

#### Ostatnie lata funkcjonowania kaplicy i jej dalsze losy
W 1988 r. nabożeństwa zostały przeniesione do nowego kościoła w Parku Łokietka. Kaplicę wydzierżawiono wówczas firmie „Pascha” na składnicę trumien. Z czasem uległa ona zniszczeniu i 29 czerwca 1994 roku sprzedano ją spółdzielni mieszkaniowej „Ursus”. W listopadzie kolejnego roku kaplicę zburzono. Dziś w jej miejscu stoi blok mieszkalny. 15 marca 1999 r. parafia sprzedała spółdzielni „Ursus” placówkę przy ul. Chopina 14A o powierzchni 606 m², na której istniał parterowy dom mieszkalny. Pieniądze uzyskane ze sprzedaży przeznaczono na wykonanie ściany ołtarzowej w nowym kościele.
Część wyposażenia dawnej kaplicy znajduje się obecnie w kaplicy przedpogrzebowej „Memento Mori” na tyłach kościoła w Parku Łokietka.
W 2008 roku w ramach przygotowań do obchodu 50-lecia istnienia parafii, odsłonięto na ścianie bloku tablicę upamiętniającą kaplicę istniejącą w tym miejscu.

#### Życie parafii w kaplicy przy ul. Jagiellońskiej
W 1960 r. parafia liczyła 3571 osób. Do połowy lat 70. liczba parafian rosła, sięgając ponad 9 tysięcy osób. 15 sierpnia 1981 r. biskup Zaręba poszerzył granice parafii o tereny należące wcześniej do parafii św. Stanisława i zatwierdził tym samym granice parafii św. Zbawiciela. Liczba parafian przekroczyła wówczas liczbę 10 tysięcy. W pierwszych latach funkcjonowania kaplicy na mszę niedzielną uczestniczyła ponad połowa parafian. W drugiej połowie lat 70. liczba ta spadła do poniżej 30%, z uwagi na zwiększającą się liczbę ludności w stosunku do zbyt małej powierzchni kaplicy. Od 1978 r. funkcjonowała Parafialna Rada Duszpasterska. W latach 1958–1953 pracę administratora parafii wspomagał jeden wikariusz. W styczniu 1963 r. przydzielono drugiego wikariusza.
Od początku istnienia parafii służyło w niej wielu ministrantów. W 1964 r. było ich ok. dwudziestu. W 1969 r. było to już ponad 40 osób. Formacja przeżywała największy rozkwit w latach 1978–1982, gdy opiekę nad ministrantami sprawował w latach ks. Grzegorz Zieliński. Wówczas liczyła ona przeszło stu ministrantów. Po odejściu ks. Zielińskiego liczba służących spadła do ok. 40 osób. Oprócz tego, w parafii funkcjonowała też asysta, licząca w szczytowym okresie przeszło 30 członków.
Między 1969 a 1972 r. założono tu scholę młodzieżową. Następnie jej prowadzenie objął ks. Eugeniusz Marciniak, wikariusz parafii w okresie od 1 czerwca 1973 do 15 czerwca 1976 r. Na początku lat 80. działalność scholi rozszerzono, tworząc grupy dziecięcą i dla dorosłych.
Na terenie parafii funkcjonowały szkoły: Liceum Pedagogiczne wraz ze szkołą podstawową (ob. nieistniejące), Szkoła Podstawowa nr 14 (założona w 1966 r.) i Technikum Ekonomiczne. Uczniowie tych szkół, a także niektórych placówek z sąsiednich parafii, uczęszczali do parafii św. Zbawiciela na Katechezę. Ks. Gruse nie dotrzymywał obowiązku składania sprawozdania z nauczania religii Wydziałowi Oświaty Powiatowej Rady Narodowej we Włocławku, za co otrzymywał upomnienia. 8 lutego 1977 r. parafia rozpoczęła katechizację społeczności Romów.
W pierwszych latach istnienia parafii odbywano pielgrzymki tylko do sanktuarium w Skępem i na Jasną Górę. Z czasem zaczęto podróżować także do innych miejscowości, w tym także na wizytę u papieża Pawła VI w Rzymie i na spotkanie z papieżem Janem Pawłem II podczas jego pielgrzymki w Gnieźnie. Ruch pielgrzymkowy nasilił się w latach 80. W parafii funkcjonowała m.in. grupa czcicieli Miłosierdzia Bożego. W marcu 1984 r. zakupili oni w Kaliszu obraz Jezu, ufam Tobie, przeniesiony później do nowego kościoła w Parku Łokietka. Rozwijający się kult Miłosierdzia Bożego spowodował, że w 1988 r. biskup Henryk Muszyński ustanowił odpust parafialny w Niedzielę Miłosierdzia Bożego.
Dużą wagę, co najmniej od czasu ks. Feliksa Gruse, przywiązywano do rekolekcji. Z reguły zapraszano na nie zakonników. Rekolekcje przeprowadzali tu m.in. o. Gerard Siwek i ks. Jan Sikorski.
W okresie funkcjonowania parafii przy ul. Jagiellońskiej, odbyło się tu 7 misji, z czego dwie zostały po roku odnowione. Trzy z nich były przewidziane prawem kanonicznym do odbywania co dziesięć lat, a odbyły się w latach 1961, 1971 i 1981. Misja z 1971 roku została odnowiona rok później. Cztery misje zorganizowano z okazji ważnych wydarzeń: w 1966 przed diecezjalnymi obchodami Milenium chrztu Polski, w 1967 r. misja Serca Bożego, w 1975 r. z okazji nawiedzenia Obrazu Matki Bożej Częstochowskiej a w 1985 r. z okazji jubileuszu 600-lecia tegoż obrazu. Ostatnia misja także została odnowiona rok później.
W latach 1972–1982 współpracował z parafią ks. Jerzy Bagrowicz, który wygłaszał tu homilie dla dzieci. On też przygotowywał uczniów klas I i II do pierwszej komunii. Przez cały czas funkcjonowania kaplicy, w niedzielę odbywały się od dwóch do trzech mszy świętych dla dzieci, a od roku szkolnego 1977/78 także jedna dla dzieci w wieku przedszkolnym.
W 1968 r. do parafii przeniesiono Konferencje dla Inteligencji. Przemawiał na nich m.in. biskup Bohdan Bejze. Od 1979 r. w budynku przy ul. Chmielnej 22 mieściła się biblioteka parafialna, której pozostałość zachowano do dziś.
Przy różnych okazjach, w parafii przemawiali także m.in. biskupi Herbert Bednorz i Antoni Pawłowski, późniejszy kardynał Andrzej Maria Deskur i kardynał Agostino Casaroli.
W 1966 r. ks. Gruse rozpoczął w imieniu parafii prowadzenie działalności charytatywnej. Pieczę nad nią poświęconą siostrze szarytce Janinie Machowczyk. Jej pracę wspierało 10 opiekunek. W 1970 r. funkcję tę przejęły siostry orionistki. W 1969 r. akcja charytatywna obejmowała nad 35 podopiecznymi i ok. 30 rodzinami wielodzietnymi.
W latach 80. zaczęto w parafii organizować jasełka. Występował tu Chór Rzemieślniczy „Lutnia”. Organizowano programy słowno-muzyczne. Z parafią współpracowali znani artyści. Żłobki projektowała tu m.in. Elżbieta Piwek-Białoborska.
W czasie funkcjonowania parafii w kaplicy przy ul. Jagiellońskiej, jednym z jej wikariuszy był ks. Zdzisław Pawlak (od 1 września 1973 do 15 czerwca 1976). W tym okresie parafia odnotowała trzy powołania kapłańskie, przy czym dwóch z nich uczestniczyło w życiu parafii św. Zbawiciela, będąc jednocześnie członkami innych parafii. Wspólnota św. Zbawiciela wydała w tym czasie także jednego zakonnika i dwie siostry zakonne.

#### Wystrój i wyposażenie kaplicy przy ul. Jagiellońskiej
Kaplica liczyła sobie wymiary 7,2:17,6 m. W połowie zbudowano ją z jedne cegły, przez co zimą pojawiał się wewnątrz szron na ścianach. Strop nad prezbiterium był płaski, a nad nową – półkolisty. Ściana z dykty przedzieliła niewielką zakrystię od prezbiterium. W 1966 r. ks. Prorok wybudował nową, murowaną zakrystię o wymiarach 3:5 m, wg projektu Lucjana Jezierskiego. Do zakrystii przylegał przedsionek będący równocześnie bocznym wejściem kaplicy. Budynek świątyni wieńczyła nieduża, metalowa wieża, zbudowana w 1960 roku staraniem ks. proboszcza Józefa Proroka. W jej wnętrzu znajdowała się sygnatura. Nieduże wymiary kaplicy uniemożliwiły pomieszczenie wszystkich wiernych, w efekcie czego odprawiano to stosunkowo więcej mszy świętych niż w innych parafiach.
Wewnątrz świątyni mieściły się trzy ołtarze – główny i dwa boczne. Główny ołtarz zdobił obraz Ukrzyżowanego autorstwa łódzkiego malarza Stefana Justa, zakupiony w 1959 r. W 1970 roku został obraz został przekazany Wyższemu Seminarium Duchownemu we Włocławku. Ołtarz boczny maryjny posiadał mensę ołtarzową. Zdobił go obraz Matki Bożej Nieustającej Pomocy autorstwa Leonarda Torwirta z Torunia, także zakupiony w 1959 r. W parafii rozwijał się kult maryjny, czego przejawem były składane obok ołtarza wota. W 1960 r. staraniem proboszcza ks. Proroka ufundowano ołtarz boczny pw. św. Antoniego. Zdobił go obraz autorstwa Stanisław Gaś lub Gajo z Warszawy, podarowany przez biskupa Pawłowskiego. Obraz ten zaginął po likwidacji ołtarza. W rogu kaplicy znajdowała się figura św. Antoniego Padewskiego wystawiona w 1958 roku. Obok wejścia do kaplicy usytuowano podium o powierzchni ok. 3 m², który wykorzystywano na fisharmonię, będącą własnością ks. Anzorge. W 1966 r. ks. Prorok wystawił nad wejściem chór drewniany o powierzchni ok. 14 m². Chór przebudowano w 1967 roku. W 1979 r. zakupiono nowe organy. Ściany kaplicy zdobiło 14 stacji drogi krzyżowej. Na wyposażeniu parafii znajdowały się wówczas pozłacane: Monstrancja, dwie puszki na komunikanty i dwa kielichy. Monstrancja i jedna z puszek były darami biskupa Pawłowskiego. Z powodu dużej liczby parafian, wnętrze kaplicy ulegało szybko zabrudzeniu i było corocznie odmalowywane.
W trakcie remontu trwającego od maja do czerwca 1967 r. wprowadzono istotne zmiany w wystroju kaplicy. Drewnianą podłogę zastąpiono posadzką. Założono wewnątrz pozorny strop z lekkich płyt i podwyższono prezbiterium o dwa stopnie, odgradzając je balustradą zdobioną motywem ryby. Stary ołtarz zastąpiono nowym, wykonanym z białego marmuru. Zgodnie z wymogami II soboru watykańskiego stał przodem do wiernych. Z prawej strony ołtarza wstawiono komponujące się z nim ambonę, i chrzcielnicę w kształcie czaszy, także marmurowe. Ambonę pozbawiono elementów ozdobnych. Ścianę prezbiterium wyłożono kamieniami, które wraz z zaprawą tworzyły barwną kompozycję, nadając jej charakter dekoracyjny. Wkomponowano w nią krzyż i dwie wnęki. Po lewej stronie ołtarza, we wnęce wyłożonej ceramiczną mozaiką przedstawiającą baranka, umieszczono pancerne tabernakulum. Po prawej stronie, bliżej chrzcielnicy, umieszczono wnękę na oleje święte. Zlikwidowano ołtarz boczny św. Antoniego, natomiast pozostawiono ołtarz boczny maryjny. Ławy, okna, oświetlenie i przestrzeń w chórze także zaadaptowano w celu skomponowania ich z wystrojem wnętrza kaplicy.
Do początku grudnia tego roku przeprowadzono kolejne zmiany. W lipcu zakupiono witraże, a w październiku nowe, dębowe drzwi główne. Zakupiono też piece elektryczne i nową aparaturę głośnikową. Zaplecze kaplicy osłonięto parkanami dekorowanymi kamieniami i ceramiką. W 1984 r. nad prezbiterium utworzono prowizoryczną kaplicę, w której umieszczono obraz Jezu, ufam Tobie.
Na wyposażeniu kaplicy znajdował się też dom przy ul. Chmielnej 22, w którym od 1960 roku znajdowała się kancelaria parafialna oraz przylegające do niego szopy na węgiel.
Przez cały okres działania kaplicy, parafia nie dysponowała plebanią. Księża mieszkali w specjalnie ku temu najmowanych pomieszczeniach. Ks. Stanisław Anzorge wynajmował od p. Mińko ze Skulska pokój przy ul. Jagiellońskiej 14, gdzie początkowo mieszkał administrator parafii. W 1960 r. kuria przydzieliła administratorowi parafii ks. Józefowi Prorokowi mieszkanie przy ul. Seminaryjnej 7. Wikariusze mieszkali w wynajmowanych pomieszczeniach, z konieczności często zmieniając adres zamieszkania.

### Kościół w Parku Łokietka (od 1988 roku)

#### Budowa kościoła i gmachu administracyjno-mieszkalnego
29 grudnia 1982 r. uzyskano zgodę na budowę kościoła parafialnego przy wylocie ul. Jagiellońskiej, na terenie Parku Łokietka we Włocławku. Już kolejnego dnia inż. Ludwik Mackiewicz rozpoczął pracę nad projektem świątyni. 3 lutego przedstawił on swój projekt Diecezjalnej Komisji Sztuki pod przewodnictwem biskupa Jana Zaręby, która tego samego dnia go zaakceptowała. Wraz z Bogdanem Trębickim opracował następnie projekt konstrukcyjny i realizacyjny. 7 stycznia 1983 r. Wojewódzkie Biuro Planowania Przestrzennego potwierdziło decyzję o zezwoleniu na budowę kościoła. 17 stycznia 1983 działkę obejrzał bp Zaręba, dając jednocześnie ofiarę na rzecz budowy świątyni. W marcu 1983 r. proboszcz parafii ks. Feliks Gruse otrzymał od Głównego Architekta Województwa Włocławskiego Bogusława Stroszejna potwierdzenie warunków realizacji budowy kościoła parafialnego. Wniósł on niewielkie poprawki do przedstawionego wcześniej planu. 20 kwietnia 1983 r. zatwierdził projekt budowy. 8 czerwca Prezydent Włocławka Władysław Dolecki oddał Kurii Diecezjalnej teren w wieczyste użytkowanie za kwotę 1 105 500 złotych. Parafia dokonała wpłaty w dniu 13 czerwca 1983 r., ale w kolejnym roku zwróciła z wnioskiem o morzenie 75% kwoty. 10 lipca 1984 r. Wydział Geodezji i Gospodarki Gruntami przy Urzędzie Miejskim we Włocławku uchylił wpłatę w wysokości 874 125 zł.
1 marca 1983 r. rozpoczęto prace przy budowie świątyni wraz z budynkiem administracyjnym. Pokierował nimi Bolesław Strzelecki, a nadzór budowlany sprawował Józef Strzelecki. 24 kwietnia 1983 roku biskup Jan Zaręba poświęcił plac budowy i krzyż na nim. Uroczystość zbiegła się z 25-leciem istnienia parafii. Zaproszono na nią wszystkich włocławian.
Na początku powstał budynek administracyjno-mieszkalny przy parafii. 15 czerwca 1983 r. rozpoczęto wykopywanie fundamentów pod gmach. Do marca 1983 r. wzniesiono ostatnią, czwartą kondygnację gmachu, a 16 maja zalano betonem strop. Budowa została dwukrotnie opisana w Ilustrowanym Kurierze Polskim.
28 marca 1984 r. rozpoczęto budowę samego kościoła, począwszy od wystawienia fundamentów pod schody. W marcu kolejnego roku wystawiano już ściany działowe na plebanii, do budowy których zaangażowano murarzy rencistów. Na temat budowy kościoła Najświętszego Zbawiciela oraz trwającej w tym samym czasie budowy kościoła Najświętszego Serca Jezusowego nakręcono film, wyświetlany także w parafii w Parku Łokietka.
W budowę kościoła zaangażowało się wielu parafian, poprzez składanie imiennych ofiar i udzielanie bezinteresownych pożyczek. Na budowę przeznaczano datki składane na tacę w każdą pierwszą niedzielę miesiąca oraz większość ofiar zebranych w trakcie kolędy. Wielu parafian, zwłaszcza tych, którzy byli z wykształcenia murarzami, pracowało na budowie, szczególnie przy wykopywaniu fundamentów oraz składaniu i rozbieraniu rusztowań. Ze strony parafii nadzór budowlany sprawował ksiądz Stanisław Płaszczyk, wikariusz w latach 1981–1988. Sam proboszcz Gruse także regularnie odwiedzał plac budowy.
5 maja 1985 r. bp Zaręba wystawił akt erekcyjny świątyni. Tego dnia odbyła się uroczystość z udziałem wiernych ze wszystkich parafii pod przewodnictwem biskupa, w trakcie której wmurowano kamień węgielny pod budowę kościoła. Biskup Zaręba osobiście przywiózł kamień z Rzymu, gdzie został wyjęty z bazyliki św. Piotra i pobłogosławiony przez Jana Pawła II.
Mury świątyni ukończono w maju 1986 roku, po czym przystąpiono do budowy dachu. Konstrukcję wykonało dziewięciu cieśli góralskich. 21 września 1986 roku poświęcono dom parafialny i dach kościoła.
Pierwsza msza w nowym kościele została odprawiona w Święto Przemienienia Pańskiego 6 sierpnia 1987 roku przez biskupa Romana Andrzejewskiego. Kościół nie był wtedy jeszcze w pełni ukończony, dlatego dotąd sprawowano nabożeństwa w kaplicy przy ul. Jagiellońskiej. 30 sierpnia 1987 r. odprawianie mszy niedzielnych przeniesiono do nowego kościoła. W tym celu zorganizowano m.in. 600 prowizorycznych miejsc siedzących. Msze odprawianie w dni powszednie przeniesiono dopiero w kolejnym roku. W tym czasie trwały dalsze pracy, m.in. wstawienie okien i ocieplenie od wewnątrz dachu kościoła. Od 1 września 1988 r. już wszystkie msze święte odprawiano w nowym kościele, chociaż wciąż nie był on ukończony.
30 czerwca 1988 r. ksiądz Feliks Gruse odszedł na emeryturę. Z parafii odszedł także ks. Stanisław Płaszczyk. Nowym proboszczem został ks. Zbigniew Szygenda. Nowy proboszcz wprowadził zmiany w zagospodarowaniu kościoła i budynku administracyjno-mieszkalnego, m.in. wygospodarował część sal katechetycznych na rzecz Diecezjalnego Ośrodka Kształcenia Organistów, które w kolejnym roku przeniesiono do parafii Zbawiciela. Same katechezy od 1990 roku przeniesiono z budynku administracyjnego do szkół. Wygospodarowano też więcej przestrzeni na potrzeby mieszkalne. Prace te trwały do 1989 roku. Ksiądz Szygenda proponował, by zrezygnować z budowy łącznika między kościołem a gmachem administracyjnym. W jego zamyśle zakrystia zostałaby urządzona w pobliżu wejścia do kościoła, dzięki czemu każda msza święta zostałaby rozpoczęta wejściem procesjonalnym. Pomysł ten został odrzucony przez projektanta kościoła oraz Komisję Sztuki, Budownictwa Sakralnego i Kościelnego. Do lipca 1990 roku ukończono łącznik, w którym urządzono zakrystię. W latach 1989–1990 urządzono wnętrze Świątyni, obejmujące m.in. wyodrębnienie prezbiterium i wzniesienie ściany ołtarzowej.
Pierwsze dwa lata probostwa ks. Szygendy w Parafii Najświętszego Zbawiciela przypadły jeszcze na okres PRL-u, dlatego organizowano w nim tzw. msze za Ojczyznę. Ks. Zbigniew Szygenda był zaangażowany w ruch opozycji antykomunistycznej od 1980 roku, wcześniej odprawiał takie msze w latach 1980–1983 jako wikariusz parafii katedralnej.
W 1990 r. przeprowadzano prace wykończeniowe przy budowie kościoła. Objęły one m.in. wyłożenie posadzki i podbicie dachu. W 1996 r. urządzono kaplicę przedpogrzebową w piwnicy na tyłach kościoła. W 2001. w piwnicy kościoła urządzono kotłownię zasilającą gorącą wodą wiatrownice, dzięki czemu parafia uniezależniła się od miejskiej sieci ciepłowniczej. Podziemi kościoła do dziś w pełni nie zagospodarowano.
W 1990 r. biskup Henryk Muszyński, na wniosek ks. Szygendy i po konsultacji z proboszczami parafii Świętego Jana Chrzciciela i Najświętszego Serca Jezusowego, poszerzył granice parafii, kosztem dwóch wspomnianych.

#### Wystrój i wyposażenie kościoła parafialnego

##### Architektura kościoła
Kościół Najświętszego Zbawiciela we Włocławku wzniesiono na rzucie koła o średnich 40 metrów. Zbudowano go z żelbetu, betonu, czerwonej cegły, pustaków ceramicznych i materiałów uzupełniających. Gmach zajmuje powierzchnię 1564 m². Reprezentuje styl nowoczesny. Okrągły obwód z występami upodabnia go do otwierających się płatów kwiatu. Indywidualny styl budynku nadaje mu osiem strzelistych, betonowych sterczyn na jego szczycie. Tworzą one układ ram zwieńczonych łukowatymi daszkami. Konstrukcja tworzy tym samym jedenastokrotne powtórzenie litery M, a jej wygląd kojarzy się z koroną. Pod sterczynami umieszczono trzy dzwony, odlane w ludwisarni braci Kruszewskich w Węgrowie. Noszą one nazwy: Jan Paweł (waga 800 kg), Stefan (540 kg) i Jerzy (160 kg). Ostatni ufundowali Klemens i Pelagia Sobocińscy, choć napisano na nim, że ufundowali go parafianie. Nawiązują one do postaci wielkich Polaków, które posiadają też swoje płaskorzeźby wewnątrz świątyni i których związek z Włocławkiem opisano poniżej. Dźwięk, który się z nich wydobywa układa się w akord molowy g-b-d. Poświęcił je biskup Bronisław Dembowski 25 czerwca 1995 r., a rozbrzmiały po raz pierwszy 24 sierpnia tamtego roku. Umiejscowienie dzwonów powoduje przenoszenie się ich drgań na konstrukcję kościoła, przez co w przyszłości należy zbudować dla nich osobną dzwonnicę.

##### Wnętrze kościoła

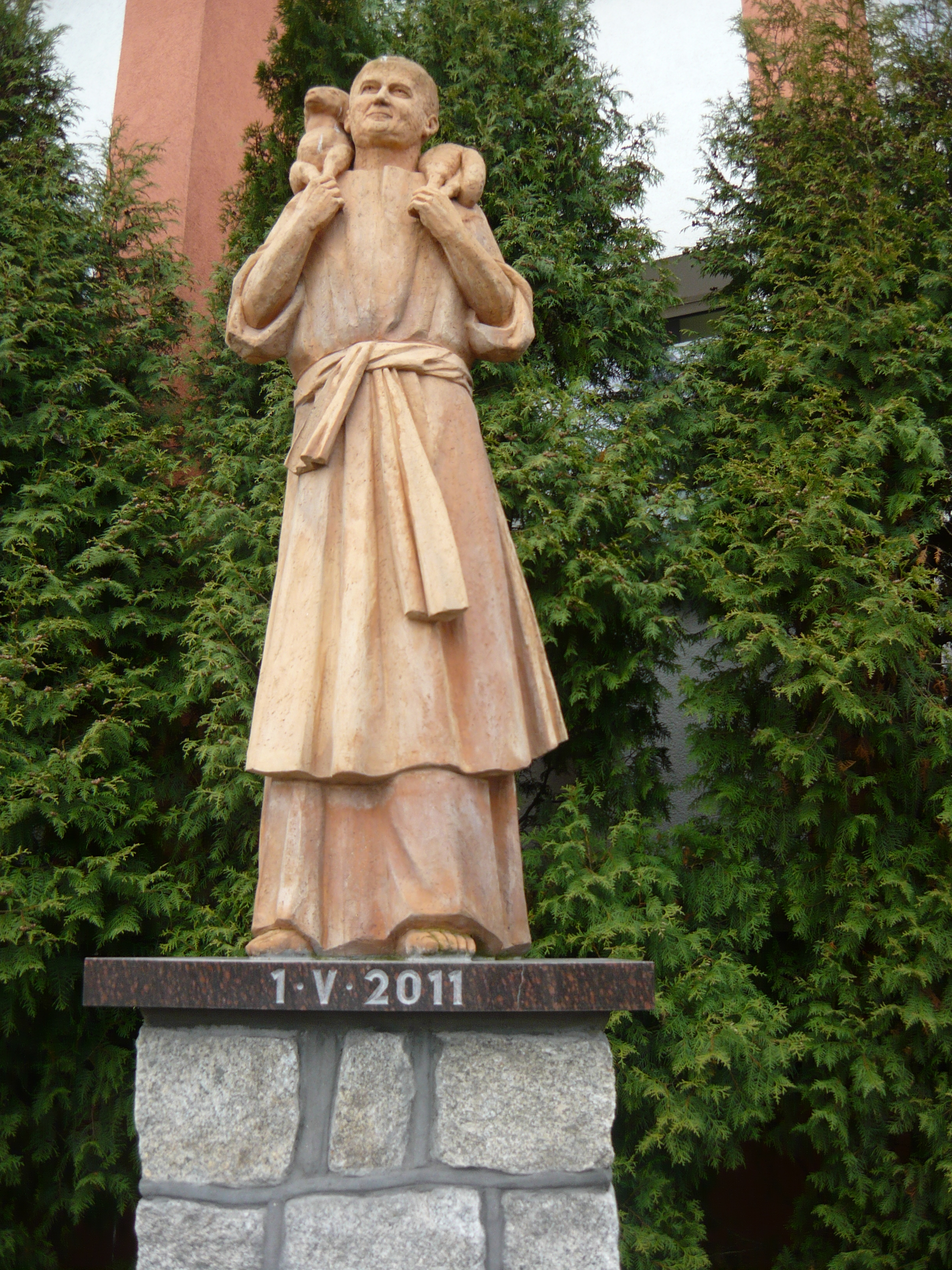
Pomnik Dobrego Pasterza – Jana Pawła II przy wejściu do kancelarii

Projektantem ogółu wystroju wnętrza kościoła był ceniony artysta ks. Tadeusz Furdyna. Rzeźby ceramiczne jakie można odnaleźć w kościele zostały wykonane przez Antoniego Bisagę. Zostały one wykonane w przyciemnionej na brunatny kolor, głęboko reliefowanej wypalanej ceramiki z ornamentami w kształcie kwiatów, kłosów zbóż i cierni. W opinii księdza Szygendy, spójne i ozdobne wnętrze sprzyja pogłębianiu wrażeń i czerpaniu korzyści z liturgii.
W centrum kościoła umiejscowiona jest ściana ołtarzowa ukazująca apoteozę Zmartwychwstania Jezusa Chrystusa z postacią ukrzyżowanego w centrum. Chrystus jest adorowany przez aniołów. Na uboczu można odnaleźć wizerunki wypędzonych z raju Adama i Ewy. Sama ściana liczy sobie blisko 10 metrów średnicy, ma lekko półokrągły kształt. Ścianę ołtarzową poświęcił w listopadzie 1994 roku biskup Roman Andrzejewski. Posiada ona też dodatkową funkcję, mianowicie zakrywa wejście do znajdującej się za nią zakrystii.
W ścianę wkomponowano wysoki, metalowy krzyż obudowany drewnem. Wyrasta on spośród takich detali jak kłosy czy ciernie. To u podstaw tego krzyża umiejscowiono Tabernakulum. Fundatorami Krzyża byli Aleksander i Elżbieta Antczakowie oraz późniejszy prezydent miasta Władysław Skrzypek. Państwo Antczakowie ufundowali również samo tabernakulum. Po prawej stronie ołtarza (patrząc od wejścia) stoi zdobiona, ceramiczna ambona. Kościół nie posiada wyodrębnionego architektonicznie prezbiterium. Od reszty kościoła wyróżnia je podwyższona podłoga. Posadzka prezbiterium, tak samo jak środkowy pas kościoła i obszar pod chórem wyłożono posadzką z czarnego marmuru. Pozostała część kościoła jest wyłożona płytami ze złomu marmurowego. Posadzkę wykonał Tadeusz Sidor z Włocławka.
Oprócz tego kościół posiada kilka ołtarzy bocznych. Wszystkie są wykonane z wypalanej ceramiki. Jeden z nich, w kształcie stylizowanego liścia dębu zdobi figura Matki Boskiej Fatimskiej, przywieziona w 1995 r. z Fatimy i poświęcona w kolejnym roku. Wpisywało się to w obchody nawiedzenia oryginalnej figury. Ołtarz ten wykonał Antoni Bisaga w konsultacji z Tadeuszem Furdyną. W jego pobliżu wisi obraz Chrystusa Miłosiernego, który przeniesiono z kaplicy przy ul. Jagiellońskiej. Kolejny ołtarz boczny zdobi ceramiczna płaskorzeźba Matki Boskiej Hetmanki Żołnierza Polskiego, wykonana w 2002 roku. Związany jest z posługą garnizonową parafii w latach 1992–2002. W jego centrum wisi obraz Matki Boskiej Częstochowskiej przeniesiony z izby modlitwy w pomieszczeniach garnizonowych. To przy nim w 2004 roku umiejscowiono gablotę, w której przechowywane są m.in. sztandar 14 pułku Piechoty Ziemi Kujawskiej i medale weteranów z Włocławka od czasów wojny polsko-bolszewickiej po wojny w Iraku i Afganistanie. Medale złożyli tu: członek Związku Żołnierzy Wojska Polskiego, major WP Jerzy Chełminiak; lekarz i żołnierz AK Zdzisław Czuczman (1923-2001); Walenty Duda (1899-1985); członek Związku Żołnierzy Wojska Polskiego, starszy chorąży WP Walenty Farbotko; Jadwiga Jurzystka; podpułkownik WP Henryk Kowalczyk (1924-2004); Wacław Malinowski; Wacław Pieczonka; żołnierz AK i podpułkownik WP Adam Rybak (1922-2011); Władysław Rybak; jeniec wojenny Zdzisław Kazimierz Sikorski (1925-2014); Jan Sroka; żołnierz AK i ofiara represji stalinowskich, członek Światowego Związku Żołnierzy AK, wspomniany wyżej Klemens Sobociński; Henryk Stasiak; były duszpasterz wojskowych, podpułkownik WP Zbigniew Szygenda; Władysław Szygenda; Wacław Zakrzewski oraz Jerzy Ziółkowski.
Dwa spośród witraży kościoła zostały zaprojektowane przez ks. Tadeusza Furdynę, wybitnego witrażystę. Witraże te wykonał artysta Marek Poczwardowski w latach 1997–1998, a poświęcił je biskup Czesław Lewandowski 21 listopada 1998 r. Największy, umiejscowiony w centralnej części liczący sobie 70 m² witraż przedstawia cudowny połów ryb. Zakupiono go z datków parafian. Poboczne witraże przedstawiają Matkę Boską Katyńską, co jest nawiązaniem do garnizonowej praktyki parafii. Ten ufundowali weterani związani z parafią, Światowy Związek Żołnierzy AK, Żołnierzy Górników, Stowarzyszenie Polaków Poszkodowanych przez III Rzeszę, Związek Solidarności Polaków Kombatantów, Związek Inwalidów Wojennych i Związek Sybiraków. Kolejne zdobią postacie papieża Jana Pawła II (fund. Marii i Edwarda Złotuchów), kardynała Stefana Wyszyńskiego (zakupiony z datków dzieci pierwszokomunijnych 1997 roku), Matkę Teresę z Kalkuty (fund. Klemensa i Pelagii Sobocińskich), biskupa Michała Kozala – patrona Włocławka (fund. dzieci pierwszokomunijnych 1998 roku) i siostrę Faustynę Kowalską (fund. grup modlitewnych).
W kościele umiejscowiono też dwa witraże dekoracyjne, jeden przy miejscu przewodniczenia (fund. Elżbiety i Aleksandra Antczaków) a drugi przy kredencji. Ten drugi stanowi wotum wdzięczności ks. proboszcza Zbigniewa Szygendy za 30 lat kapłaństwa.
Ksiądz Furdyna zaprojektował także m.in. kościelne ławki czy ufundowaną przez Władysława i Józefę Gralaków chrzcielnicę, zbudowaną w 1993 roku. Chrzcielnica posiada podstawę z kamienia i czaszę z metalu.
Części kamienne ołtarza, chrzcielnicy i prezbiterium wykonał Tadeusz Sidor. Przy ołtarzu umiejscowiono zegar stojący ufundowany przez p. Helenę Skrzebę z okazji jubileuszu roku 2000.

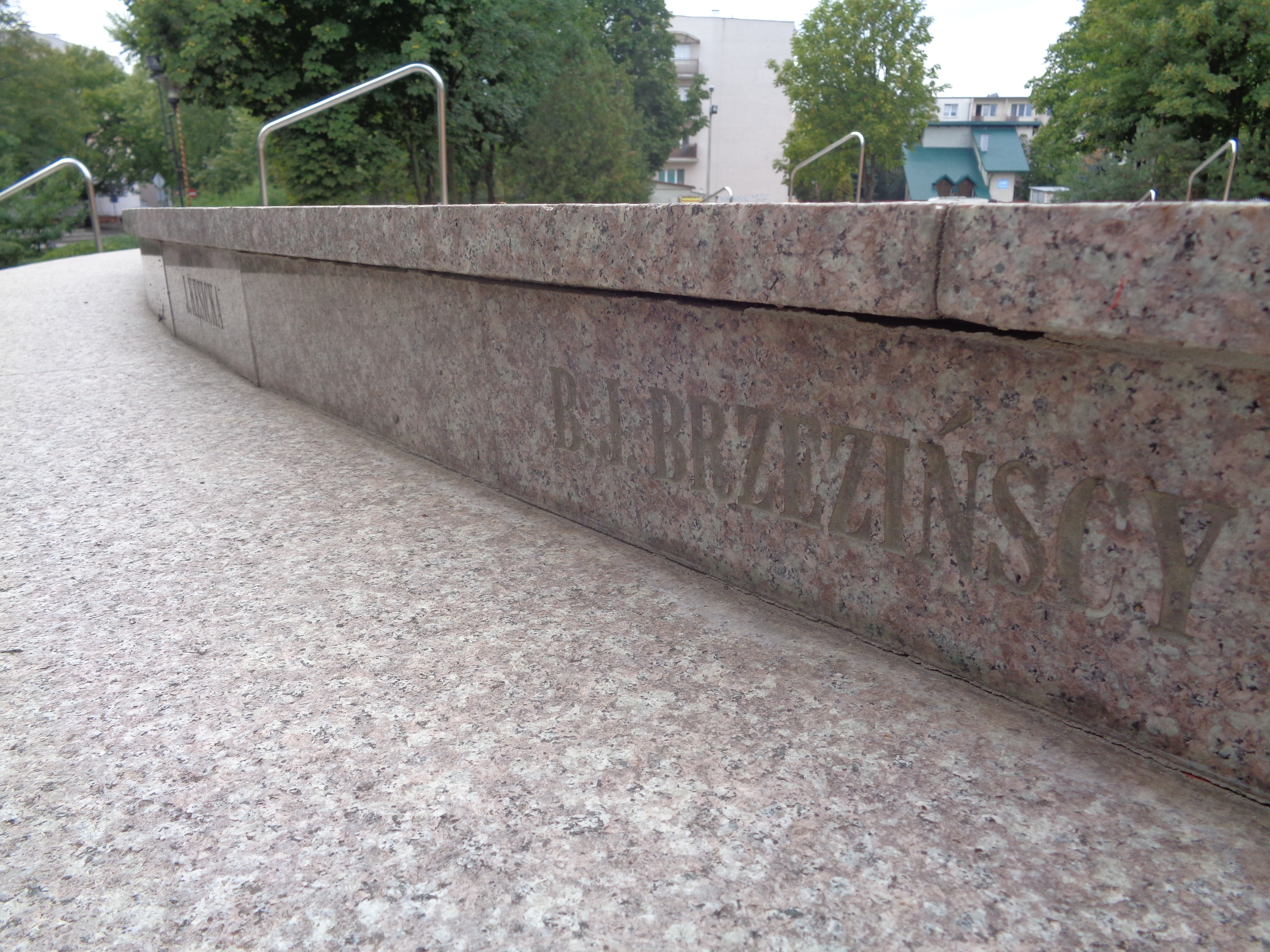
Państwo Brzezińscy, jedni z darczyńców parafii mających swoje wotum w granicie, którym obłożono schody prowadzące do kościoła

Na ścianach świątyni widnieją rzeźbione stacje krzyżowe. Niektóre z nich stanowią wotum poszczególnych rodzin i osób: rodziny Kuleszów (stacja II), Anny Jakubas z dziećmi (V), rodziny Witosławskich (VI), Pieczkowskich (XII) oraz Artura i Czesławy Kamińskich (XIII). Na jednej ze ścian umiejscowiono trzy płaskorzeźby, które stanowią tzw. filar wielkich Polaków. Są to płaskorzeźby autorstwa Antoniego Bisagi, przedstawiającego ks. Jerzego Popiełuszkę (wykonana w 1994 roku z okazji 10. rocznicy męczeńskiej śmierci księdza), kardynała Stefana Wyszyńskiego (wykonana w 2006 roku, w 50. rocznicę Ślubów Jasnogórskich, fund. Władysława i Jadwigi Skrzypków) i papieża Jana Pawła II (wykonana również w 2006 roku z okazji I rocznicy śmierci papieża, fund. Zbigniew i Joanny Włodarczyków). Wszystkie trzy postacie miały związek z Włocławkiem. Ksiądz Popiełuszko został zamordowany na tamie we Włocławku. Kardynał Wyszyński uczył się w Wyższym Seminarium Duchownym we Włocławku, przyjął święcenia w tutejszej katedrze i pełnił posługę duszpasterską do 1946 roku. Papież nawiedził Włocławek podczas IV Pielgrzymki do Polski.
Oprócz tego na ścianach można odnaleźć szereg tablic pamiątkowych, przede wszystkim na tej po lewej stronie od wejścia do kościoła. Są one poświęcone weteranom Armii Krajowej, Żołnierzom 3 Pułku Saperów Wileńskich, 3 Brygady Pontonowo-Mostowej, 3 (1) Pułku Pontonowego. Kolejne tablice upamiętniają żołnierzy-górników oraz inwalidów wojennych. Jedna jest poświęcona pamięci podpułkownika Mieczysława Teodorczyka. Na wspomnianej lewej ścianie znajdują się też nekrologi działaczy harcerskich z Włocławka i okolic.
Elementem wystroju Świątyni, komponującym się z jednym z witraży są także organy, które omówiono w dziale Muzyka w parafii.
Dach kościoła posiada za małe spady, przez co musiał być kilkakrotnie naprawiany, a w przyszłości będzie musiał być całkowicie przebudowany. Sufit kościoła podbito deskami olchowymi. Ławki w kościele wykonała w latach 1991–1992 z drewna sosnowego fabryka mebli „Zgoda” z Chodcza, zaś konfesjonały, sedille i ławy dla ministrantów z drewna dębowego Włodzimierz Rapsiewicz z Włocławka. Meble wykonano według projektu ks. Furdyny. Współpracujący z parafią Antoni Bisaga corocznie wykonuje koleje figury ceramiczne zdobiące parafialny żłobek.
W 1996 r. w pomieszczeniu piwnicznym na tyłach kościoła urządzono kaplicę przedpogrzebową, obsługiwaną przez przedsiębiorstwo „Memento Mori”. Poświęcono ją 25 sierpnia 1996 r. Część jej wnętrza pochodzi z dawnej kaplicy przy ul. Jagiellońskiej. Są to krzyż ze ściany ołtarzowej, witraże, balustrady, drzwi i ławki.

##### Otoczenie kościoła

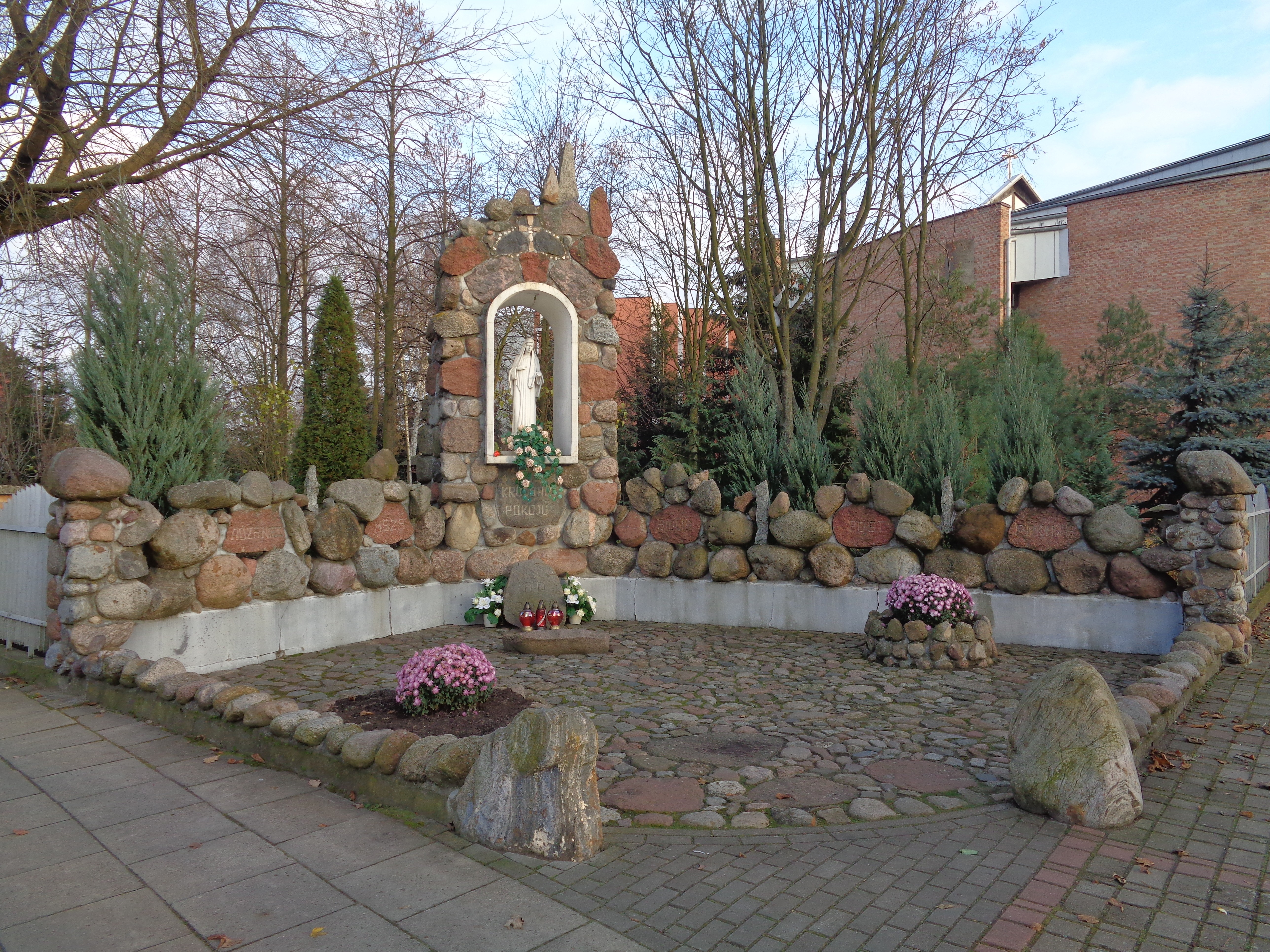
Grota Matki Bożej Królowej Pokoju

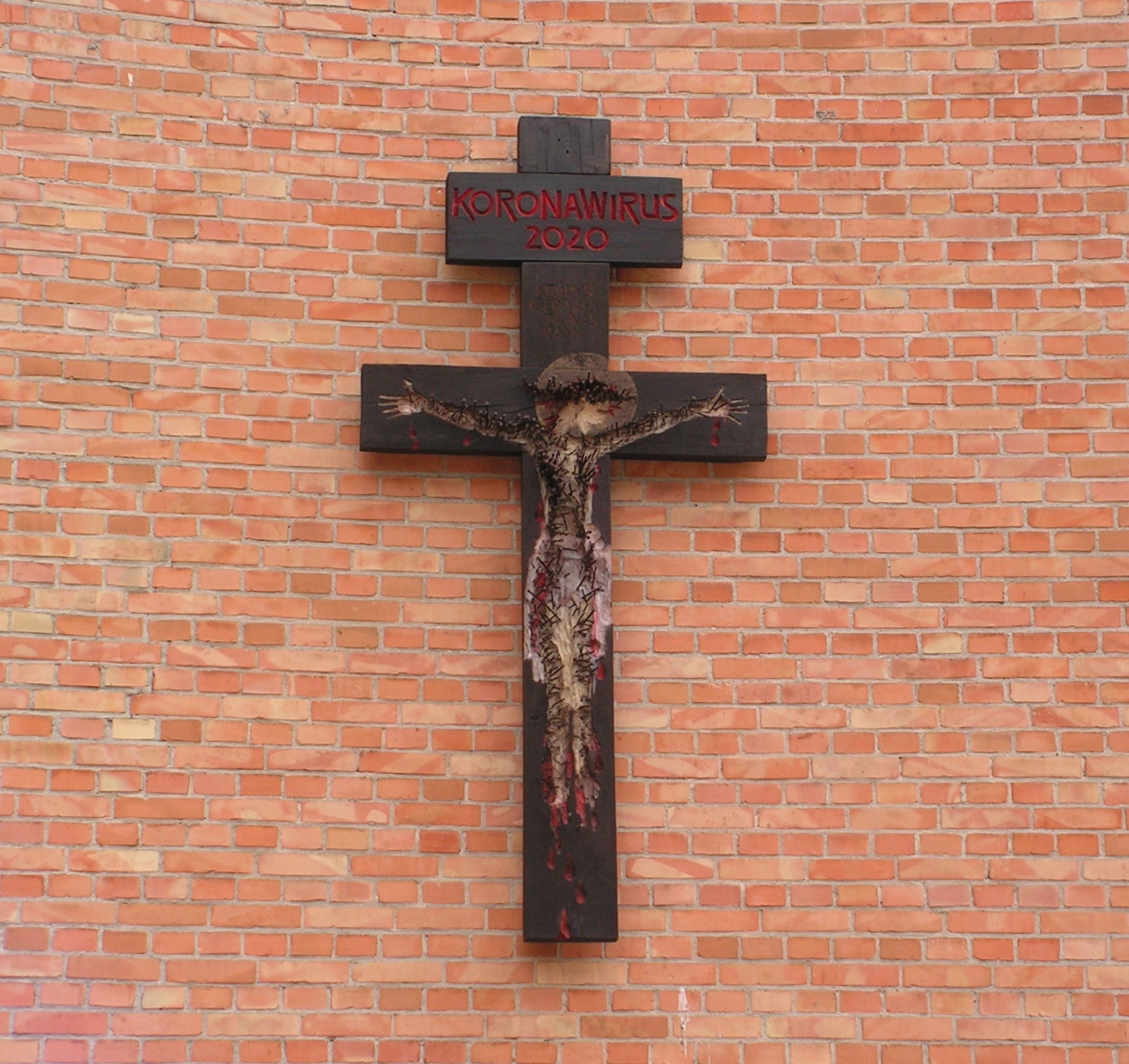
Karawaka z 2020 roku

Kościół otacza duży plac, w którym ulokowano Plebanię wraz z kancelarią parafialną oraz parking. W otoczeniu plebanii znajduje się nieduży ogród. Jego ogrodzenie ufundowali i wykonali bracia Stanisław i Władysław Skrzypkowie. Parafia dysponuje też pomieszczeniami gospodarczymi.
W przykościelnym ogrodzie wzniesiono w 1997 roku rzeźbę ceramiczną Chrystusa Dobrego Pasterza, którą Antoni Bisaga wykonał po IV pielgrzymce Jana Pawła II do Polski w 1991 roku, w trakcie której papież odwiedził Włocławek.Chrystus Dobry Pasterz miał być pierwotnym wezwaniem parafii. Twarz Chrystusa cechuje podobieństwo do papieża Jana Pawła II. W 2011 r. na jej postumencie wyryto datę beatyfikacji Jana Pawła II.
Przy parkingu kościoła zbudowano w 2004 roku Grotę Matki Bożej Królowej Pokoju. Inspiracją dla powstania groty była pielgrzymka wraz z proboszczem do Medziugorie w 2003 roku. Wykonawcami groty z kamienia polnego byli Wiesław i Łukasz Woźniakowie, a samą figurę Matki Boskiej Królowej Pokoju wykonał p. Antoni Bisaga. Na zwieńczeniu groty umieszczono krzyż i różaniec ułożony z kamieni zebranych podczas parafialnej pielgrzymki. Na kamieniach wyryto pięć wyrazów reprezentujących sposoby na zbawienie: msza, pokuta, post, różaniec i Pismo Święte. Rozpoczęcie budowy nastąpiło 25 kwietnia, a jej uroczyste poświęcenie odbyło się 27 czerwca 2004 roku.
Figura Matki Bożej Królowej Pokoju nawiązuje do tej, jaka ukazała się przy objawieniach  z Medziugoria. Na kamieniach groty wyryto pięć sposobów na walkę z grzechem: msza, pokuta, różaniec post i Pismo Święte. Kamienie służące za klęcznik przy grocie nie były szlifowane, zgodnie z ideą pomysłodawcy groty ks. proboszcza Zbigniewa Szygendy, by klęcznik wyszlifowani parafianie własnymi kolanami z biegiem lat.
W 2007 roku rozpoczęto przebudowę schodów prowadzących do kościoła. Ukończono ją w 2008 roku. Schody zostały obłożone granitem. Prace te stanowiły wotum za 50 lat istnienia parafii i wiązały się z zorganizowanymi na dużą skalę obchodami jubileuszowymi. W związku z tym, na granicie przy ścianach kościoła zapisano informację o wotum oraz wymieniono służbę liturgiczną jubileuszowego roku. Przy stopniach z kolei wymieniono darczyńców parafii. Wcześniejsze schody, zburzone w maju 2007 r., posiadały za wąskie stopnie i zbudowano je na nieodpowiednim gruncie, a jej górna płaszczyzna nie posiadała wystarczającego spadu dla odpływu wody. Plac kościelny otacza metalowe ogrodzenie wykonane i ufundowane przez Władysława i Stanisława Skrzypków.

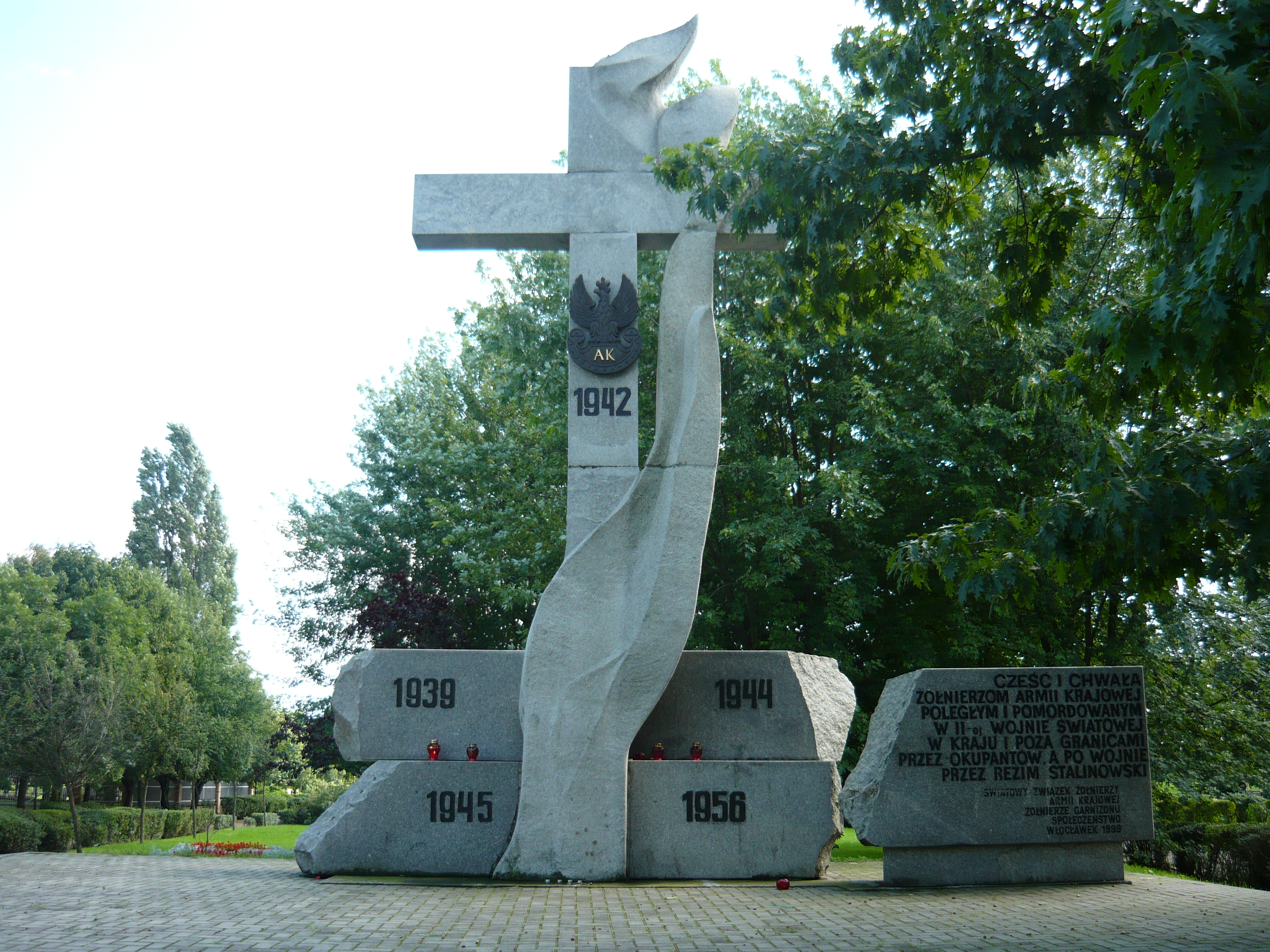
Pomnik Armii Krajowej w sąsiedztwie kościoła

19 kwietnia 2020 r. na ścianie kościoła powieszono karawakę strzegącą przed pandemią koronawirusa, wykonaną przez Antoniego Bisagę. Odprawiane są pod nią modlitwy o ustanie pandemii. 14 września 2020 r. w szpitalu w Grudziądzu zmarła z powodu COVID-19 pierwsza parafianka Najświętszego Zbawiciela. 87-latka została zakażona w ognisku koronawirusa na oddziale wewnętrznym Wojewódzkiego Szpitala Specjalistycznego im. Błogosławionego Jerzego Popiełuszki we Włocławku.

###### Pomnik Armii Krajowej
Tuż przy parkingu kościoła, na skraju Parku Łokietka ustanowiono Pomnik Armii Krajowej. Jego powstanie wiąże się z omówioną wyżej działalnością Kościoła jako parafii garnizonowej. Jego poświęcenie odbyło się 3 maja 2000 roku. Dokonał go biskup Bronisław Dembowski.

## Życie parafii

### Życie religijne
Począwszy od ostatniego rozszerzenia granic parafii w 1990 roku, liczba parafian maleje. Ma to związek ze zmniejszaniem się populacji Włocławka oraz zanikaniem modelu rodziny wielodzietnej. W 2008 r. dwie trzecie parafian stanowili emeryci i renciści. Według badań Instytutu Statystyki Kościoła Katolickiego z 2014 roku, tylko 19% parafian uczęszcza regularnie w niedzielnych mszach świętych, co stanowi równowartość ówczesnej średniej Włocławka. Jednocześnie poinformowano, że w ciągu sześciu lat liczba osób przystępujących do Komunii Świętej wzrosła z 57 do 72 procent. W 2017 roku liczba ta spadła do 68%, ale nadal pozostawała najwyższą na terenie Włocławka.
W parafii działa parafialny oddział Caritas im. ks. Jerzego Popiełuszki, powołany w 1992 roku z inicjatywy ks. proboszcza Zbigniewa Szygendy. W jej ramach działa Ruch Światło-Życie oraz Szkolne Koła Caritas w służbie miłości bliźniego (od 2001). Według stanu z 2008 roku, przy parafii działa kilkanaście grup modlitewnych. Jest to 10 kół Żywego Różańca, czciciele Miłosierdzia Bożego (od 1984) oraz Stowarzyszenie Matki Bożej Bolesnej - Patronki Dobrej Śmierci, powstałe z inicjatywy Danuty Teresy Tomickiej (1927-2005). W przeszłości spotykała się przy parafii grupa neokatechumenatu. Do początku XXI wieku działała tu grupa modlitewna „Wieczernik”, zawiązana w czasie funkcjonowania kaplicy przy ul Jagiellońskiej. Rozwiązała się na skutek śmierci większości jej członków. W latach 1993–1999 funkcjonował dyskusyjny Klub Biblijny. W latach 90. parafia Najświętszego Zbawiciela była jedną z tych, w których podjęto próbę reaktywowania Akcji Katolickiej, która to nie doszła do skutku. Według stanu z 2008 r., w trakcie reorganizacji były Oaza Dzieci Bożych i Krąg Rodzin. Z inicjatywy ks. Zbigniewa Szygendy powstały: Koło Anonimowych Alkoholików (1998), Świetlica Środowiskowa (2005) i Duszpasterstwo Niepełnosprawnych. Swoją salę ma tu Katolickie Centrum Służby Rodzinie im. św. Gianny Beretty  Molli. Co miesiąc spotykają się w niej członkowie Wspólnoty Trudnych Małżeństw SYCHAR, niekiedy organizowane są dla nich wykłady.
Parafianie Najświętszego Zbawiciela kontynuują ruch pielgrzymkowy zainicjowany w czasach kaplicy przy ul. Jagiellońskiej. Uczestniczą również w najważniejszych pielgrzymkach włocławskich i diecezjalnych: Pielgrzymce Włocławskiej na Jasną Górę, pielgrzymce do Skępego, skupieniu gimnazjalistów w bazylice w Licheniu oraz maturzystów na Jasnej Górze. Na trasie pielgrzymek zagranicznych parafii są nie tylko najważniejsze sanktuaria Polski i na świecie, ale też dawne ośrodki kultury polskiej – Lwów, Wilno.
Od 1988 roku odbyły się tu trzy misje (stan na 2008 r.): misja przygotowująca parafian na IV pielgrzymkę papieża Jana Pawła II do Polski, w trakcie której nawiedził Włocławek (1991), misja z okazji nawiedzenia obrazu Matki Bożej Hetmanki Żołnierza Polskiego (1997) oraz misja przed Jubileuszem 2000 roku (1999).
Jako proboszcz, ks. Szygenda zwraca dużą uwagę na potrzebę utrzymywania łączności, w tym także tej duchowej z włocławianami przebywającymi na emigracji zarobkowej.
Przy parafii do dziś funkcjonuje Rada Parafialna. W latach 1989–2004 miała ona na celu wspieranie proboszcza w misji budowy nowego kościoła. Począwszy od 2005 r., z uwagi na zakończenie budowy, ma ona na celu wspieranie proboszcza w jego pracach duszpasterskich.
Do 1990 roku parafia Najświętszego Zbawiciela we Włocławku organizowała własną procesję Bożego Ciała. Od 1990 roku włączyła się w procesję miejską, na której to corocznie posiada własny ołtarz. Z reguły projektuje go Antoni Bisaga, a wykonuje go zakrystianin.
Obecnie na terenie parafii znajduje się 9 szkół: Zespół Szkół Ekonomicznych, Zespół Szkół Budowlanych, Zespół Szkół nr 3 im. Marii Grzegorzewskiej, Szkoła Podstawowa nr 14 im. Marszałka Józefa Piłsudskiego oraz pięć przedszkoli. Do 2004 roku parafia sprawowała nadzór nad nauczaniem religii w Zespole Szkół Technicznych, a do 2019 roku na jej terenie znajdowało się Gimnazjum nr 6 im. Stanisława Staszica, zlikwidowane w ramach reformy z 2017 roku.
Kościół wyróżnia się rozbudowaną służbą liturgiczną. W szczytowym okresie rozwoju służyło tu około 50 ministrantów. Szczególnie zasłużonym dla tej formacji był wikariusz parafii w latach 2002–2007, ks. Krzysztof Kacała. Służba liturgiczna obejmuje także dziewczęcą scholę liturgiczną oraz kilkudziesięciu lektorów świeckich. Wśród tych ostatnich był m.in. radny Dariusz Jaworski. Do początku XXI wieku kościół nie posiadał rozwiniętej asysty. Funkcję tę pełniły przede wszystkim bielanki, a od lat 90. także żołnierze i weterani. Przeniesienie w 2002 roku ostatniej jednostki wojskowej z Włocławka do Chełmna i odebranie w związku z tym statusu parafii garnizonowej, wymusiło decyzję o reorganizacji asysty, w którą od tej pory angażują się członkowie grup apostolskich.
Z parafii pochodzi siedmiu księży, wśród nich są Paweł Jabłoński, Jarosław Olszewicz, Mateusz Kamiński, Łukasz Starczewski, Marek Sobociński i Zbigniew Kwiatkowski. Z kościołem przez wiele był związany jako ministrant ks. Michał Laskowski, pochodzący jednak z parafii św. Jana Chrzciciela. Jedna osoba pochodząca z parafii porzuciła stan kapłański. Wywodzą się stąd również paulin o. Emanuel Matusiak oraz dwie siostry zakonne, w tym benedyktynka Irena (Kolumba) Sołtysińska.
29 maja 2020 r. biskup Wiesław Mering podjął decyzję, że z dniem 1 lipca ks. Szygenda odchodzi na emeryturę. Jego następcą na stanowisku proboszcza parafii Najświętszego Zbawiciela został ks. Sławomir Świerad Pettke, były prowincjał zakonu braci Pocieszycieli w Polsce, którzy prowadzą Parafię pw. Matki Bożej Fatimskiej we Włocławku. Ks. Pettke był dotychczas proboszczem parafii św. Michała Archanioła w Russocicach.

### Życie kulturalne
Z parafią współpracowało wielu uznanych artystów. Swoje prace rzeźbiarskie i malarskie prezentowali tu m.in. Stanisław Zagajewski, ks. Tadeusz Furdyna, Jerzy Puciata czy Antoni Bisaga – dwaj ostatni związani z parafią. Najwięcej wystaw miało miejsce w latach 1989-91, kiedy to nieozdobione jeszcze ściany kościoła stanowiły dobre tło do prezentowania dzieł sztuki, przy okazji je ozdabiając.
Kościół organizuje przedstawienia, wystawy i wykłady o tematyce historycznej i edukacyjnej. Ubogacają one m.in. coroczne rekolekcje adwentowe i wielkopostne, uroczystości religijne i patriotyczne. Spośród referentów, swoje wykłady prezentowali tu m.in. Teresa Kukołowicz i Grzegorz Górski (1989). Poezję recytowali tu m.in. Maja Komorowska (1989), aktorzy Teatru im. Wilama Horzycy w Toruniu (2003) i Michał Chorosiński (2017). Spośród szkół, najbliższą współpracę w przygotowaniu oprawy słowno-muzycznej kościół prowadzi ze Szkołą Podstawową nr 14. W latach 1988-89 w sali katechetycznej wyświetlano filmy o tematyce religijnej. Parafia posiada swoją kronikę, prowadzoną w latach 1966–1988 przez proboszcza ks. Feliksa Gruse, a od 1988 roku przez Annę i Gabrielę Sternowskie. Duszpasterstwo wojskowe parafii posiada swoją kroniką szczegółową, sporządzoną przez Zenona Kuźmę. W 1989 r. w parafialnym kiosku sprzedawano książki drugiego obiegu, które z racji upadku cenzury straciły na zainteresowaniu. W 1990 r. proboszcz Szygenda wznowił działanie biblioteki parafialnej, co także nie miało dużego odzewu wśród wiernych.
Z okazji 50-lecia istnienia parafii w 2008 roku, ks. Kazimierz Rulka we współpracy z grupą parafian pod kierunkiem proboszcza ks. Zbigniewa Szygendy, opracował materiał, który posłużył do wydania książki Parafia Najświętszego Zbawiciela we Włocławku. Rozdział pt. Działalność charytatywna napisała Elżbieta Straszewska, Opieka duszpasterska nad wojskiem i policją Krzysztof Optołowicz, a Muzyka w parafii ówczesny organista Zbigniew Wiśniewski. Publikację dedykowano wiernym skupionym wokół pierwotnej kaplicy przy ul. Jagiellońskiej. W jej przedmowie, ks. biskup Wiesław Mering podkreśla sprawnie zorganizowaną służbę liturgiczną, działanie szkolnych kół Caritas i świetlicy środowisko czy też koła Anonimowych Alkoholików, które zaobserwował podczas wizyty kanonicznej trzy lata wcześniej. Szczególnie wyróżnił działalność muzyczną w parafii, zwłaszcza organizację i pracę Diecezjalnego Studium Organistowskiego oraz zasługi parafii na polu duszpasterstwa wojska, policji i straży miejskiej.
W 2015 roku proboszcz ks. Zbigniew Szygenda wydał zbiór swoich kazań wygłoszonych w parafii pod tytułem Wiara rodzi się ze słuchania. Dystrybucję książki rozpoczęto z okazji 70. urodzin proboszcza. W 2018 r. wydano opracowanie autorstwa ks. Kazimierza Rulki pt. O Panie, to Ty na mnie spojrzałeś: 50 lat służby kapłańskiej ks. Zbigniewa Szygendy, które zawiera m.in. kazania proboszcza z lat 2015-17, zaś w 2020 r. ukazał się zbiór kazań z lat 1998-2020 pt. To nie krzyż się chwieje, to świat się chwieje, będący podsumowaniem ponad 50 lat posługi kapłańskiej ks. Szygendy, w tym 32 lat jako proboszcza parafii Najświętszego Zbawiciela, z okazji jego przejścia na emeryturę.
1 lipca 2020 roku na terenie kościoła nagrywano zdjęcia do filmu Gorzko, gorzko w reżyserii Tomasza Koneckiego, z udziałem Rafała Zawieruchy i Edyty Olszówki.

#### Muzyka w parafii
Z racji zainteresowań proboszcza Zbigniewa Szygendy, parafia stała się ważnym ośrodkiem muzycznym na mapie Włocławka. Od końca lat 80. organizuje się tu liczne koncerty, głównie chóralne i orkiestrowe.
W 1989 roku odbył się przegląd zespołów młodzieżowych. Rok później zainaugurowano imprezę cykliczną pod nazwą Diecezjalny Przegląd Chórów. Z czasem został on poszerzony o chóry spoza diecezji włocławskiej. Zaproszone chóry uświetniają liturgię ważnych świąt, występują też przed i po mszy. Na przestrzeni lat wystąpiły tu chóry: Poznańskie Słowiki pod dyrekcją Stefana Stuligrosza, Chór Uniwersytetu im. Kard. Stefana Wyszyńskiego (dyr. Kazimierz Szymonik), Chór Akademii Bydgoskiej, Zespół Pieśni Dawnej Uniwersytetu Kazimierza Wielkiego (dyr. Jan Lach); goście zagraniczni: Chór Filharmonii z Mohylewa, Chór z Oviedo i Zespół św. Ludwika z Moskwy; chóry kościelne, w tym chóry bazyliki katedralnej we Włocławku, bazyliki archikatedralnej w Łodzi, Chór Chłopięco-Męski bazyliki kolegiackiej w Kaliszu oraz inne, mniejsze chóry parafialne; wreszcie chóry świeckie z regionu i z całej Polski. Spośród chórów włocławskich gościły tu: „Canto” pod dyrekcją Mariana Szczepańskiego, „Lutnia” pod dyr. Witolda Świątka i Zbigniewa Wiśniewskiego, „Vladislavia” (dyr. Marian Szczepański), Chór Diecezjalnego Studium Organistowskiego, Schola Katedralna oraz „Cantores Vladislavienses” (dyr. ks. Zbigniew Szygenda) i „Kerygma” działające przy Wyższym Seminarium Duchownym we Włocławku. Sam proboszcz w latach 1989-95 prowadził chór kameralny pod nazwą Włocławski Zespół Wokalny „Pro Anima”. W jego miejsce powstała męska grupa chorałowa, działająca do 2000 roku.
Od 1991 roku odbywają się tu coroczne Jesienne Koncerty Organowe, na których wystąpili m.in. Wiktor Łyjak, Marian Sawa, Marietta Kruzel-Sosnowska i Robert Grudzień. Od lat 2000. kościół organizuje, we współpracy z Urzędem Miasta, coroczne Świąteczne Koncerty Charytatywne, w ramach których wystąpili już Sława Przybylska wraz z Januszem Tylmanem, Alicja Majewska z Włodzimierzem Korczem, Włodzimierz Nahorny, Anna Seniuk, Joanna Szczepkowska, Maja Komorowska i Krzysztof Kolberger.
W kościele odbywają się też występy orkiestr, m.in.: Wojska Polskiego im. Stanisława Moniuszki z Warszawy, Komendy Wojewódzkiej Policji we Wrocławiu, Filharmonii Koszalińskiej oraz licznych mniejszych orkiestr szkolnych, młodzieżowych czy OSP. Spośród orkiestr włocławskich grały tu np.: Orkiestra Włocławska; Włocławska Orkiestra Kameralna i Orkiestra Miejskiego Przedsiębiorstwa Komunikacyjnego. Z okazji jubileuszu 25-lecia pontyfikatu Jana Pawła II w 2003 roku odbył się tu koncert grupy Spirituals Singers Band. I rocznicę śmierci papieża (2006) uczczono występem słowno-muzycznym w wykonaniu aktorów Anny Seniuk, Joanny Szczepkowskiej i Krzysztofa Kolbergera oraz muzyków Włodzimierza Nahornego, Janusza Strobla, Mariusza Mielczarka, Mariusza Bogdanowicza, Piotra Biskupskiego i kwartetu smyczkowego „Intermezzo”. W 2017 roku z okazji Święta Trzech Króli wystąpił Wiesław Bednarek. Regularnie występują tu muzycy włocławscy.
Do 1989 roku oprawę muzyczną odgrywano na instrumentach świeckich i fisharmonii. W latach 1989-98 używano 41-głosowych organów firmy Eminent. Od 1999 roku oprawę muzyczną sprawuje się na 22-głosowych organach piszczałkowych marki Gebr. Spath. Ennetach-Mengen, zbudowanych w 1954 roku a podarowanych w 1998 roku przez parafię Chrystusa Króla w Alsfeld, za pośrednictwem ks. Witolda Burego. Z racji używania, instrument posiadał braki, które uzupełniła firma Laukaff z Niemiec. Z kolei firmy Sławomira Syjoty z Bielska-Białej zmodernizowała organy o elementy elektroniczne. Począwszy od 1999 roku, organy stanowią istotny element wystroju wnętrza kościoła.

##### Diecezjalne Studium Organistowskie
Historia Diecezjalnego Studium Organistowskiego wiąże się z osobą księdza Zbigniewa Szygendy. W 1980 roku zaproponował on jego utworzenie ówczesnemu biskupowi Janowi Zarębie, a następnie został jego dyrektorem. Początkowo działało ono pod nazwą Diecezjalnego Ośrodka Kształcenia Organistów. W kwietniu 1989 roku DSO zostało przeniesione do parafii Najświętszego Zbawiciela we Włocławku, której proboszczem był już wtedy ks. Szygenda. W tym czasie DSO dysponowało już trzema organami i czterema pianinami, a także cennymi wówczas komputerem z kopiarką. Dzięki rozbudowanemu zapleczu socjalnemu liczbę uczniów zwiększono z 25 w 1980 roku do 70 w roku 1989. Absolwenci uzyskiwali dyplom organisty I lub II stopnia. Do 2008 roku dyplomy uzyskało 187 osób. W Studium pracowało 20 nauczycieli, którzy kształcili indywidualnie w grze na organach, pianinie oraz w naukach teoretycznych. Studium działało przy parafii Najświętszego Zbawiciela do 2014 roku, kiedy zostało przeniesione do parafii św. Stanisława we Włocławku.

### Parafia garnizonowa i policji

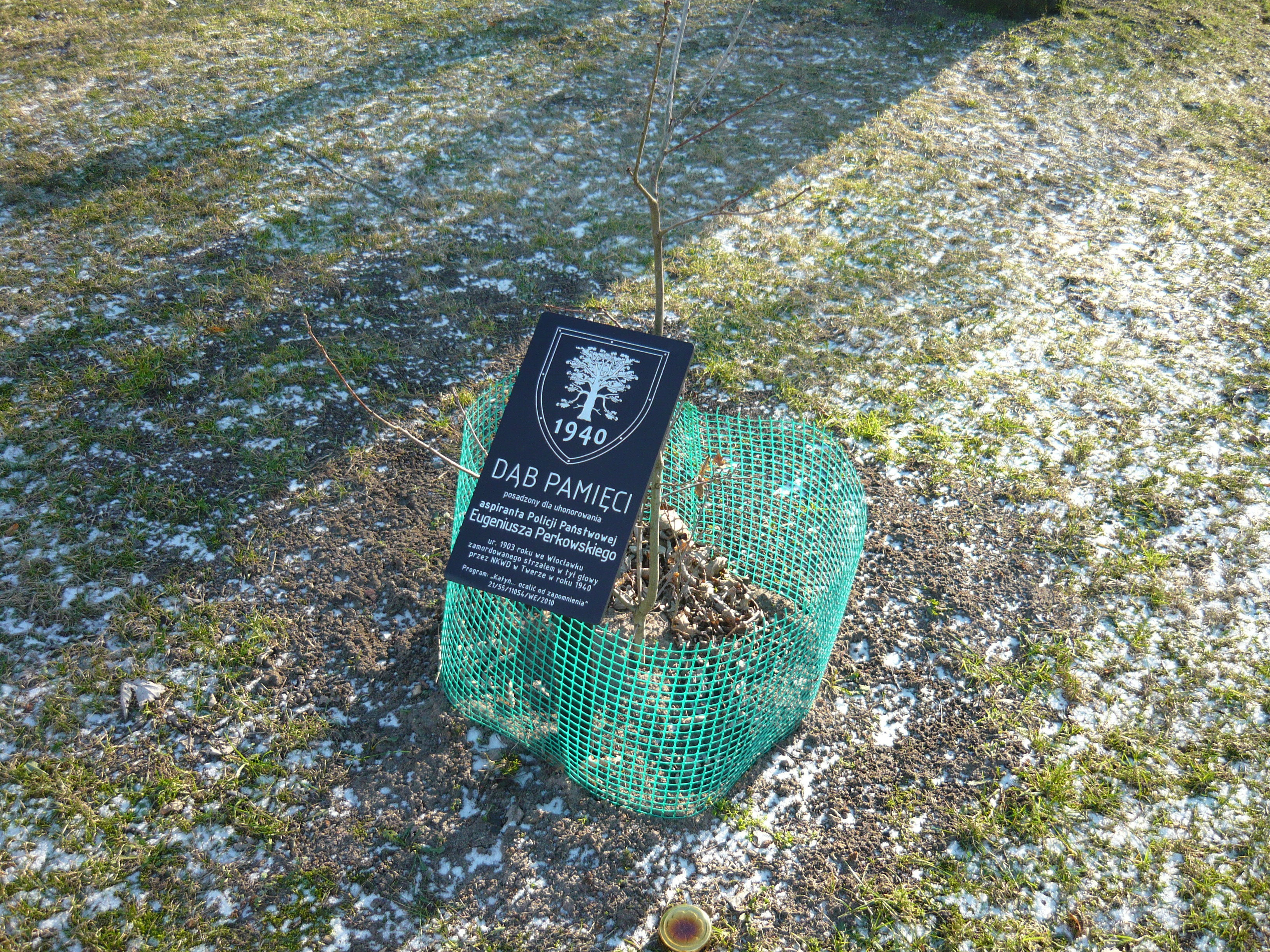
Jeden z dębów pamięci poświęconych polskim oficerom poległym w Katyniu – ten ku pamięci Eugeniusza Perkowskiego

W latach 1992–2002 kościół był siedzibą parafii garnizonowej. Wcześniej duszpasterstwo wojskowe było sprawowane przez księży orionistów z parafii Najświętszego Serca Jezusowego, którzy zrezygnowali z tej posługi w 1992 roku. W duszpasterstwo wojskowych angażował się także ks. Teodor Lenkiewicz z parafii Najświętszej Maryi Panny na Zawiślu. W praktyce, już w czasach PRL-u Parafia Najświętszego Zbawiciela sprawowała opiekę m.in. nad weteranami 14 Pułku Piechoty im. Ziemi Kujawskiej okresu I wojny światowej, wojny polsko-bolszewickiej i II wojny światowej. Z parafią związali się także weterani Armii Krajowej. Z uwagi na pełnioną funkcję, ks. proboszcz Szygenda został mianowany kolejno kapitanem rezerwy (1993), majorem (1999) i podpułkownikiem (2002).
Inauguracją duszpasterstwa wojskowego w parafii Najświętszego Zbawiciela we Włocławku była uroczysta msza święta w Boże Narodzenie 1992 roku. Wtedy to po raz pierwszy we mszy wzięła udział kompania honorowa, dowództwo i delegacje kombatantów. Jednocześnie ksiądz Szygenda powołał żołnierską służbę liturgiczną. Konsekracji świątyni jako parafii garnizonowej dokonał bp Sławoj Leszek Głódź 12 kwietnia 1993 r. Od tej pory msze dla wojska odprawiano w każdą niedzielę oraz Święta kościelne i państwowe. Celebrowano także święto wojsk inżynieryjnych (16 kwietnia). Wojskowy charakter miały również pogrzeby zmarłych żołnierzy. Podczas procesji Bożego Ciała żołnierze przystrajali własny ołtarz przy Pomniku Żołnierza Polskiego.
Do podstawowych zadań kapelana duszpasterstwa należało m.in. udzielanie im sakramentów i czuwanie nad ich formacją religijną. Żołnierze uczestniczyli aktywnie w życiu parafii, m.in. pracując przy budowie kościoła i jego pracach wykończeniowych czy przez udział w pielgrzymkach. Podczas jednej z nich, z okazji 50. rocznicy utworzenia 3 Brygady Pontonowo-Mostowej w 1994 roku, złożono pod Obrazem Matki Bożej Ostrobramskiej odznakę pułkową jako wotum. Parafia Najświętszego Zbawiciela była przez wiele lat miejscem spotkań osób ze środowisk kombatanckich, przede wszystkim ze Światowego Związku Żołnierzy Armii Krajowej. Jako proboszcz parafii garnizonowej, ks. Szygenda brał udział w uroczystościach związanych z wojskiem we Włocławku, takimi jak otwarcie izby modlitwy w koszarach przy ul. Żytniej (1993) czy odsłonięcie zmodernizowanego Pomnika Żołnierza Polskiego na placu Wolności we Włocławku
Kres działalności parafii garnizonowej we Włocławku położyło przeniesienie ostatniej stacjonującej we Włocławku jednostki do Chełmna. Po 2002 roku w uroczystościach biorą udział wojskowi z Wojskowej Komendy Uzupełnień, leżącej na terenie parafii. Ks. Szygenda w dalszym ciągu roztacza opiekę nad weteranami, a także kultywuje pamięć o nich. 13 kwietnia 2010 r., w ramach akcji zorganizowanej przez Włocławskie Forum Rozwoju, zasadził w Parku im. Władysława Łokietka pierwsze we Włocławku dęby pamięci, poświęcone pamięci Jana Kowalczuka, Longina Gołębiewskiego i Artura Lameckiego.
W latach 2005–2008 Parafia Najświętszego Zbawiciela prowadziła duszpasterstwo policji. W ostatnich latach związany jest z organizacją paramilitarną Związek Strzelecki.
Weteranom włocławskim poświęcono zbudowany w 2000 roku Pomnik Armii Krajowej, umiejscowiony w Parku Łokietka w bliskim sąsiedztwie kościoła, a także Ołtarz Matki Boskiej Hetmanki Żołnierza Polskiego i liczne tablice pamiątkowe wewnątrz kościoła, opisane w rozdziale Wnętrze kościoła.

### Kaplica w Domu Pomocy Społecznej

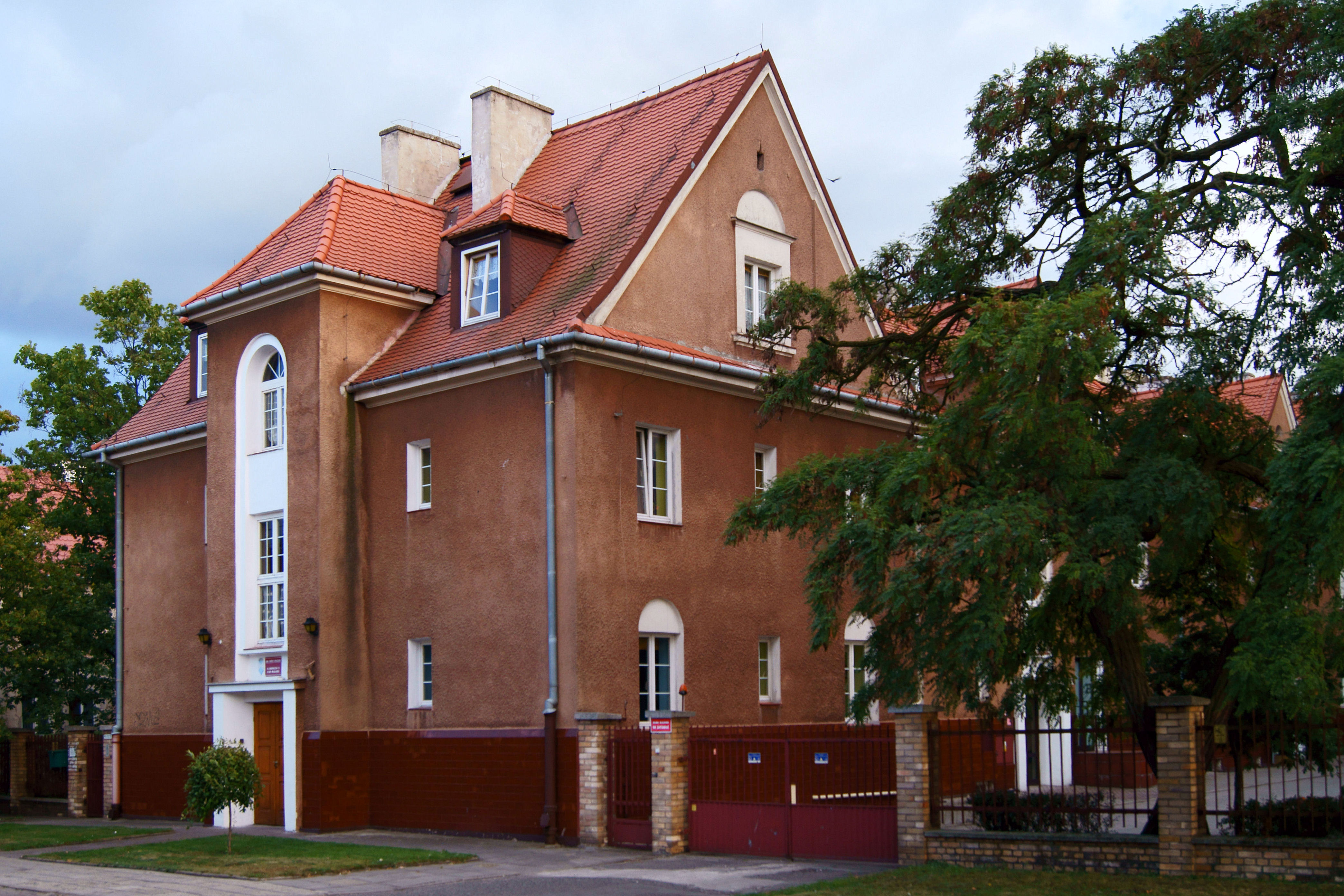
Dom Pomocy Społecznej przy ul. Nowomiejskiej 19

Po poszerzeniu granic parafii w 1981 r., na jej terenie znalazła się kaplica pw. Matki Bożej Nieustającej Pomocy w Domu Opieki Społecznej przy ul. Nowomiejskiej 19. Parafia św. Zbawiciela odprawia tu jedną mszę niedzielną oraz msze świąteczne i w pierwszy piątek każdego miesiąca. Do 2000 r. odprawiał ją współpracujący z parafią ks. Witold Bura, także wygłaszający homilie dla dzieci w kaplicy przy ul. Jagiellońskiej. W latach 2005–2006 odprawiał ją ks. Radosław Cyrułowski, a od 2007 r. rezydent parafii ks. Tadeusz Pakulski. W 1987 r. dokonano gruntownego remontu kaplicy w DSO. Wstawiono w niej tabernakulum, stacje drogi krzyżowej i nowe ławki. W grudniu 1999 r. wzniesiono w niej nowy ołtarz kamienny, poświęcony 2 grudnia 2000 r. przez biskupa Stanisława Gębickiego, a także wstawiono witraże autorstwa Marka Poczwardowskiego.

## Proboszczowie
- 1958–1959 – ks. Stanisław Anzorge (1909-1967)
- ks. Serafin Opałka – wystawiony na administratora parafii w czerwcu 1959 roku, nie uzyskał zatwierdzenia władz państwowych.
- 1959 – ks. Zdzisław Musialik
- 1960 – ks. Tadeusz Szmidt
- 1960–1966 – ks. Józef Prorok (1909-1987)
- 1966–1988 – ks. Feliks Gruse (1913-1989)
- 1988–2020 – ks. Zbigniew Szygenda (ur. 1945)
- od 2020 – ks. Sławomir Świerad Pettke[50].

## Galeria

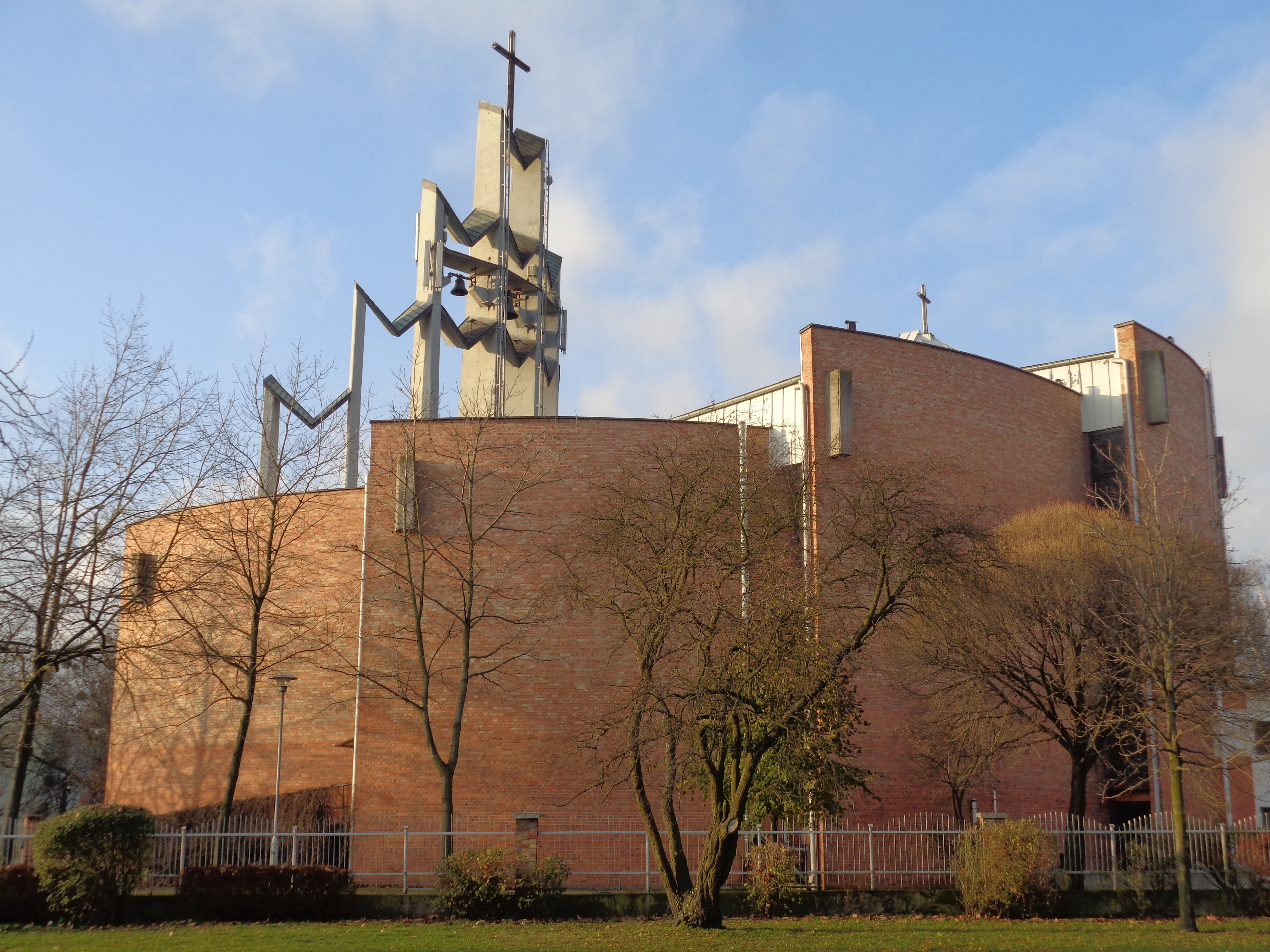
Bryła kościoła
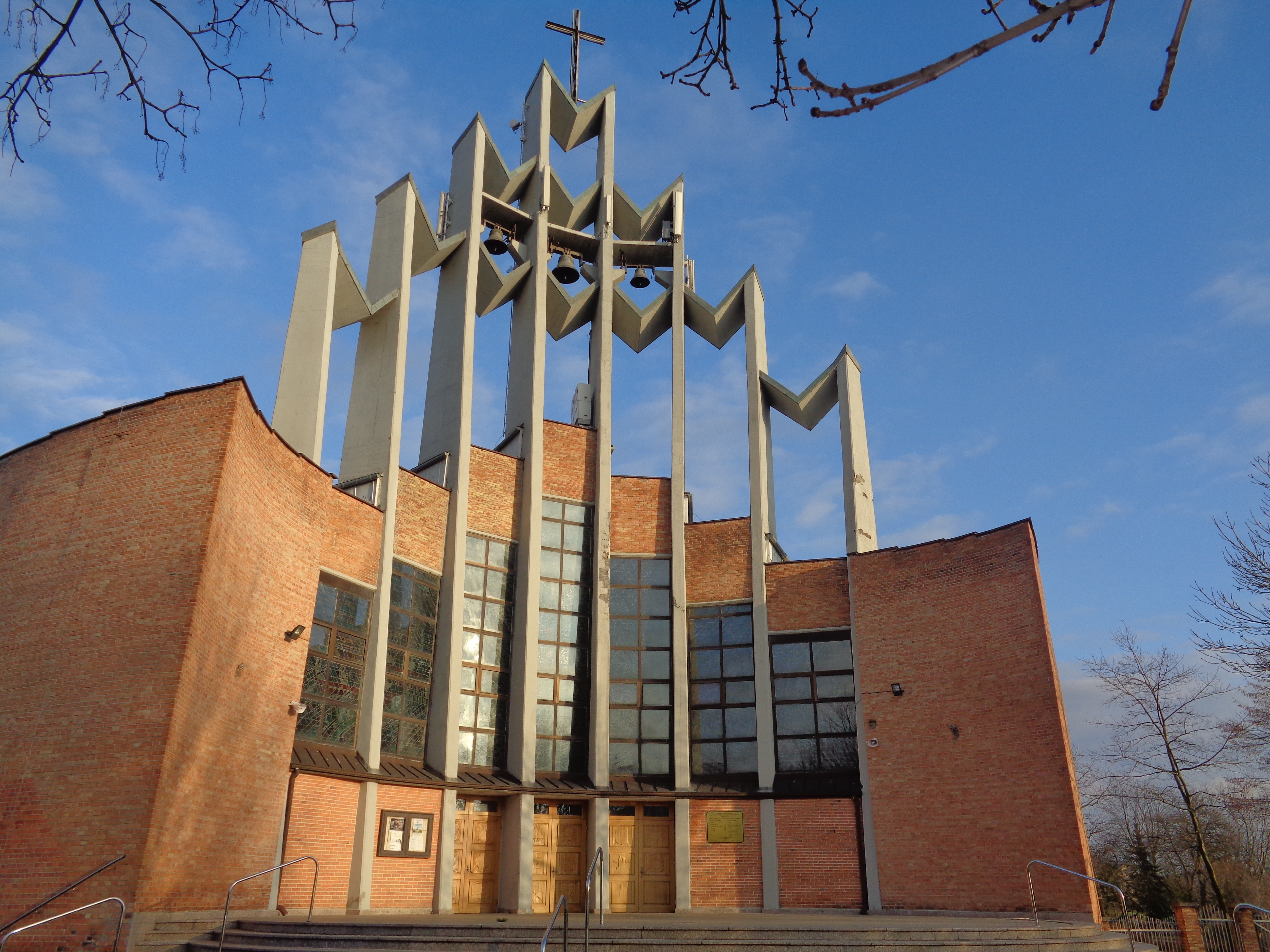
Front kościoła
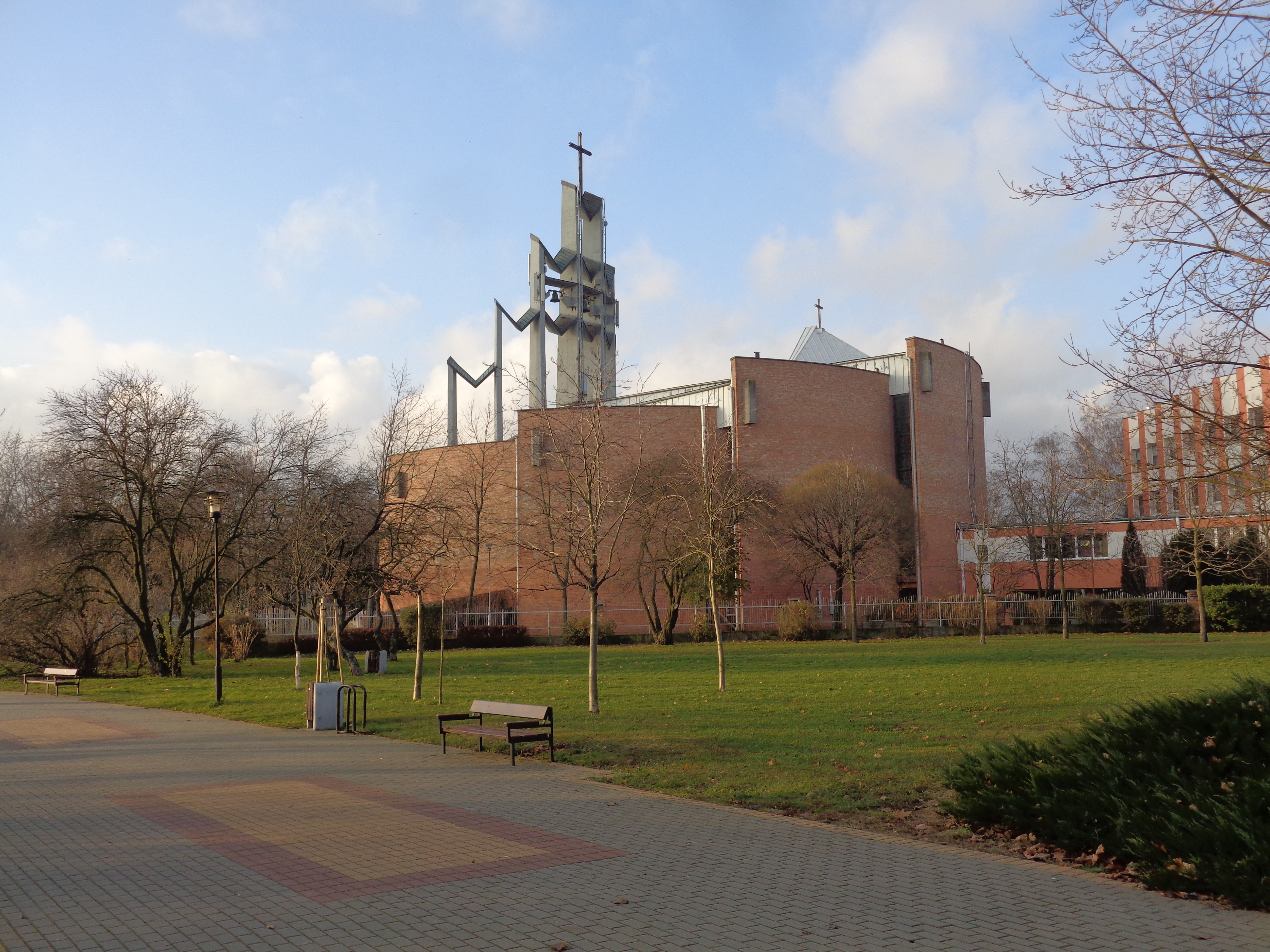
Kościół widziany z parku im. Władysława Łokietka
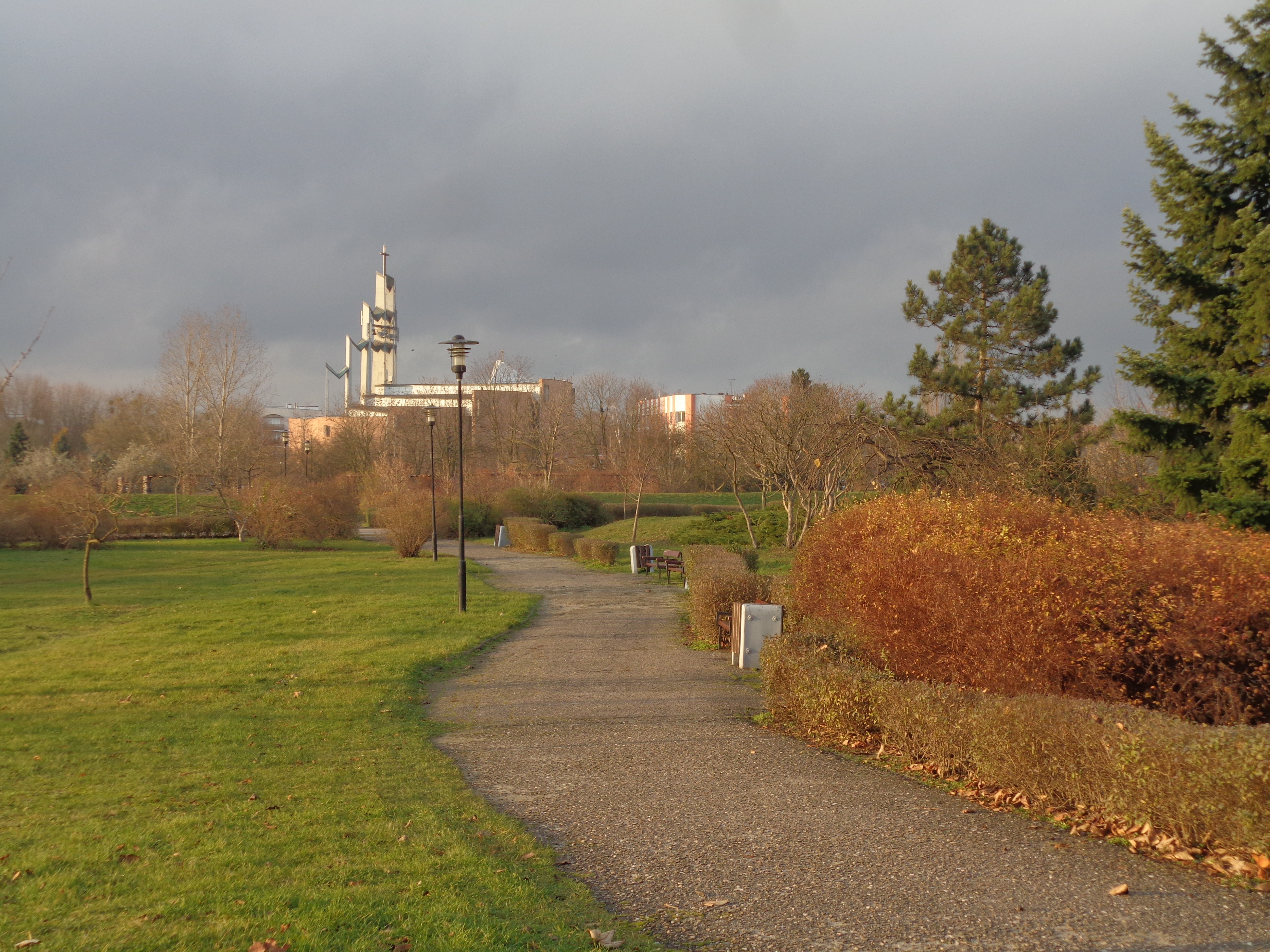
Kościół widziany z parku im. Władysława Łokietka
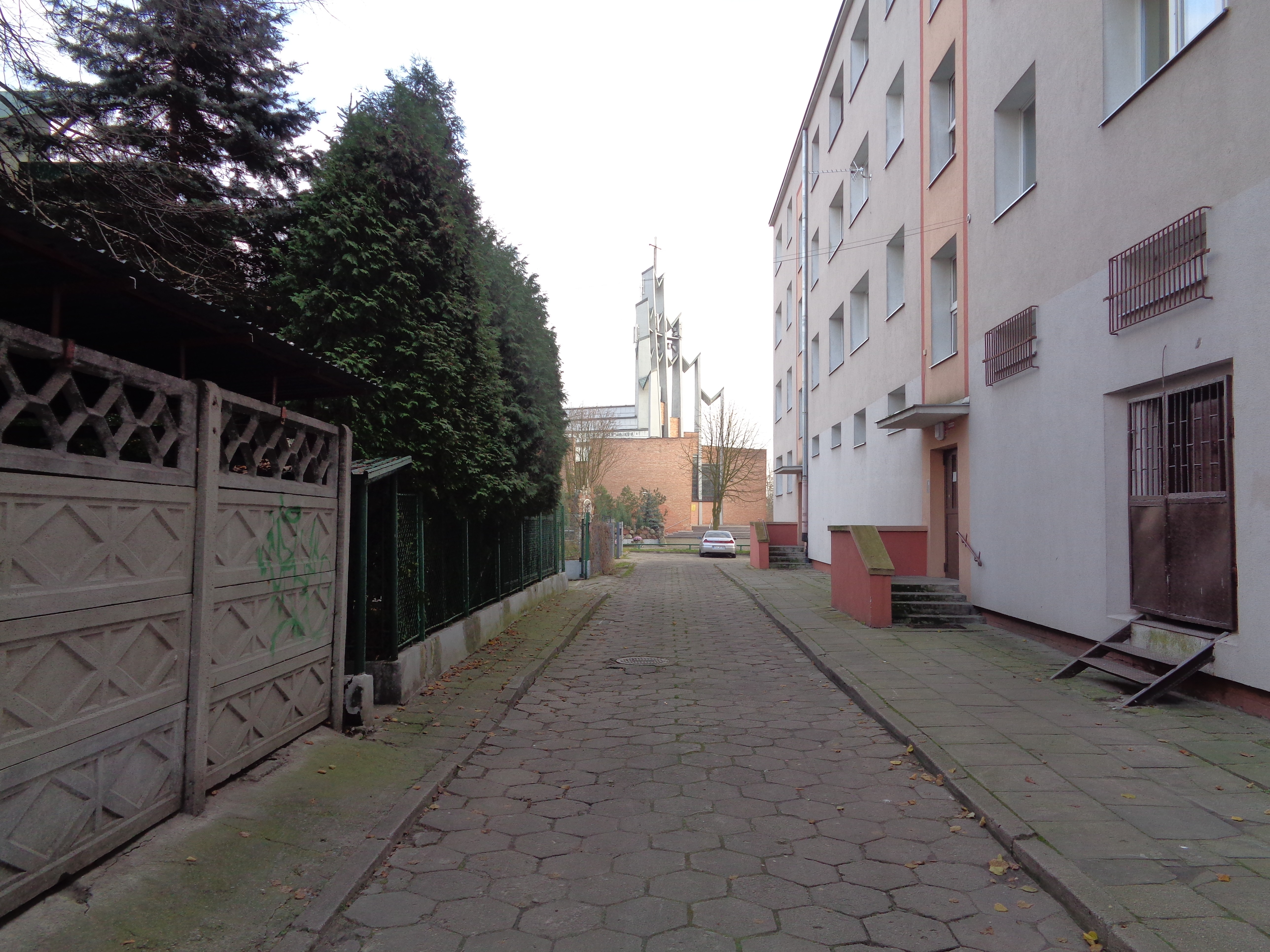
Kościół widziany z ulicy Jesionowej
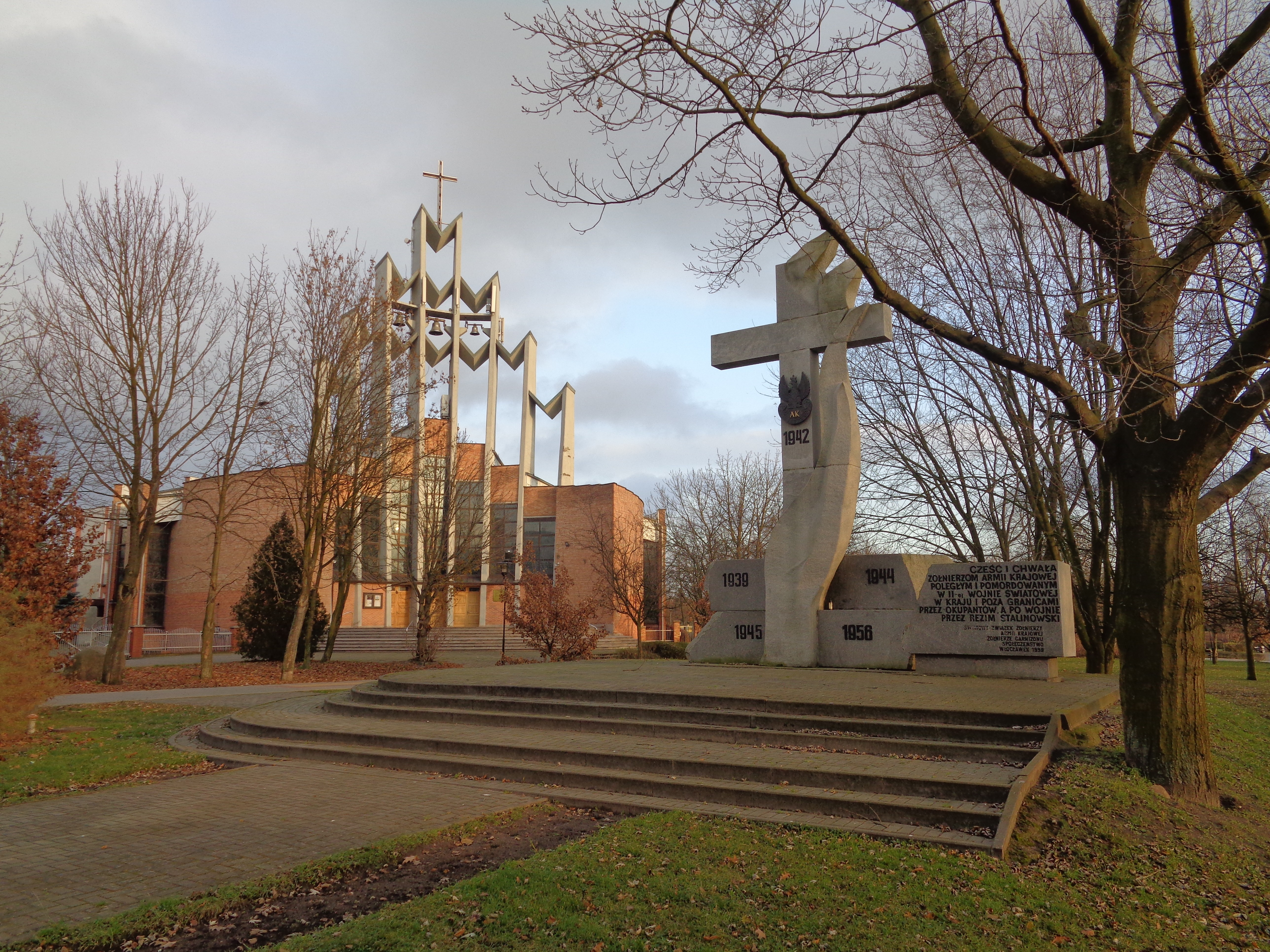
Kościół i pomnik Armii Krajowej
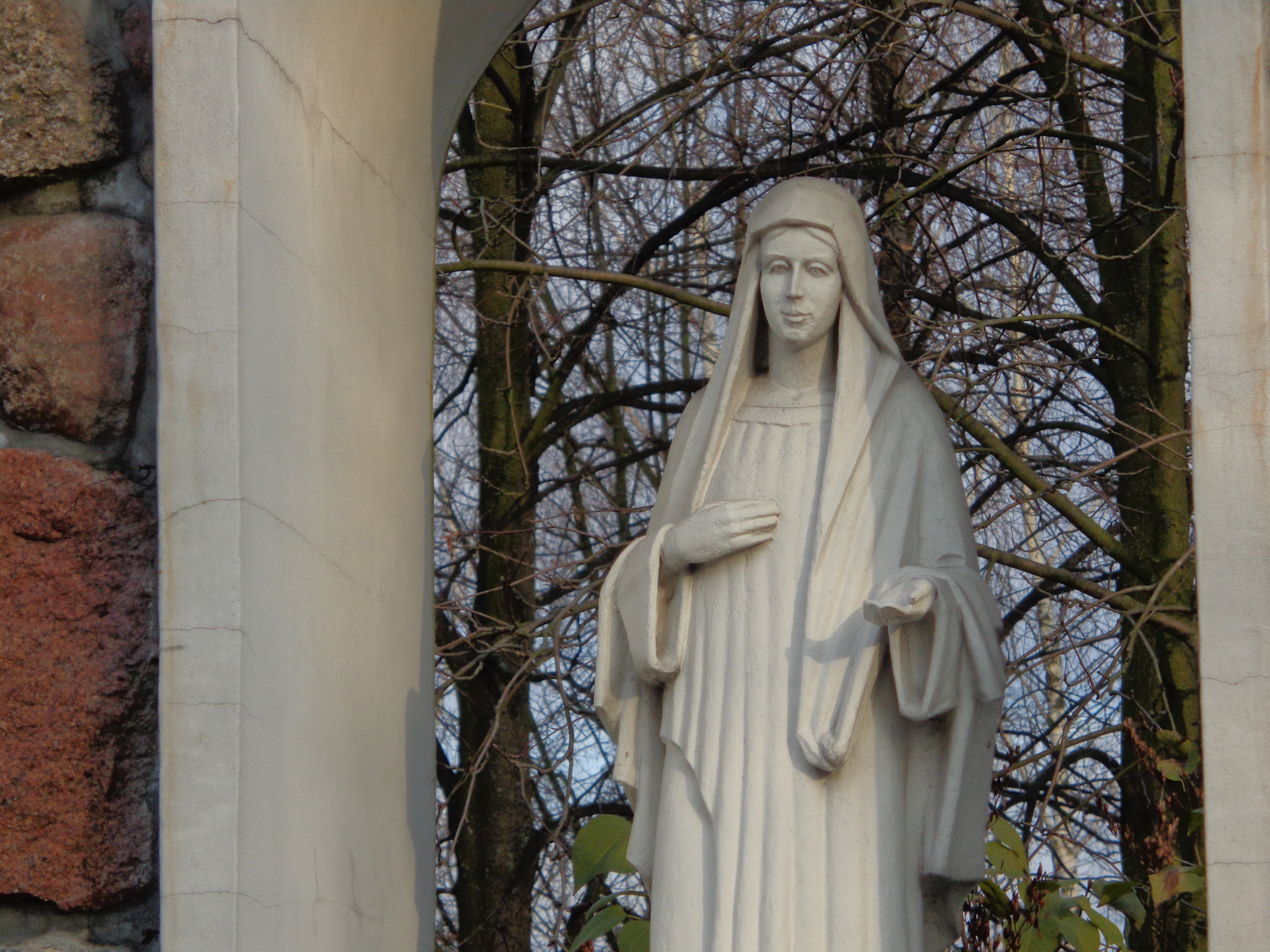
Figura Matki Bożej Królowej Pokoju w centrum groty
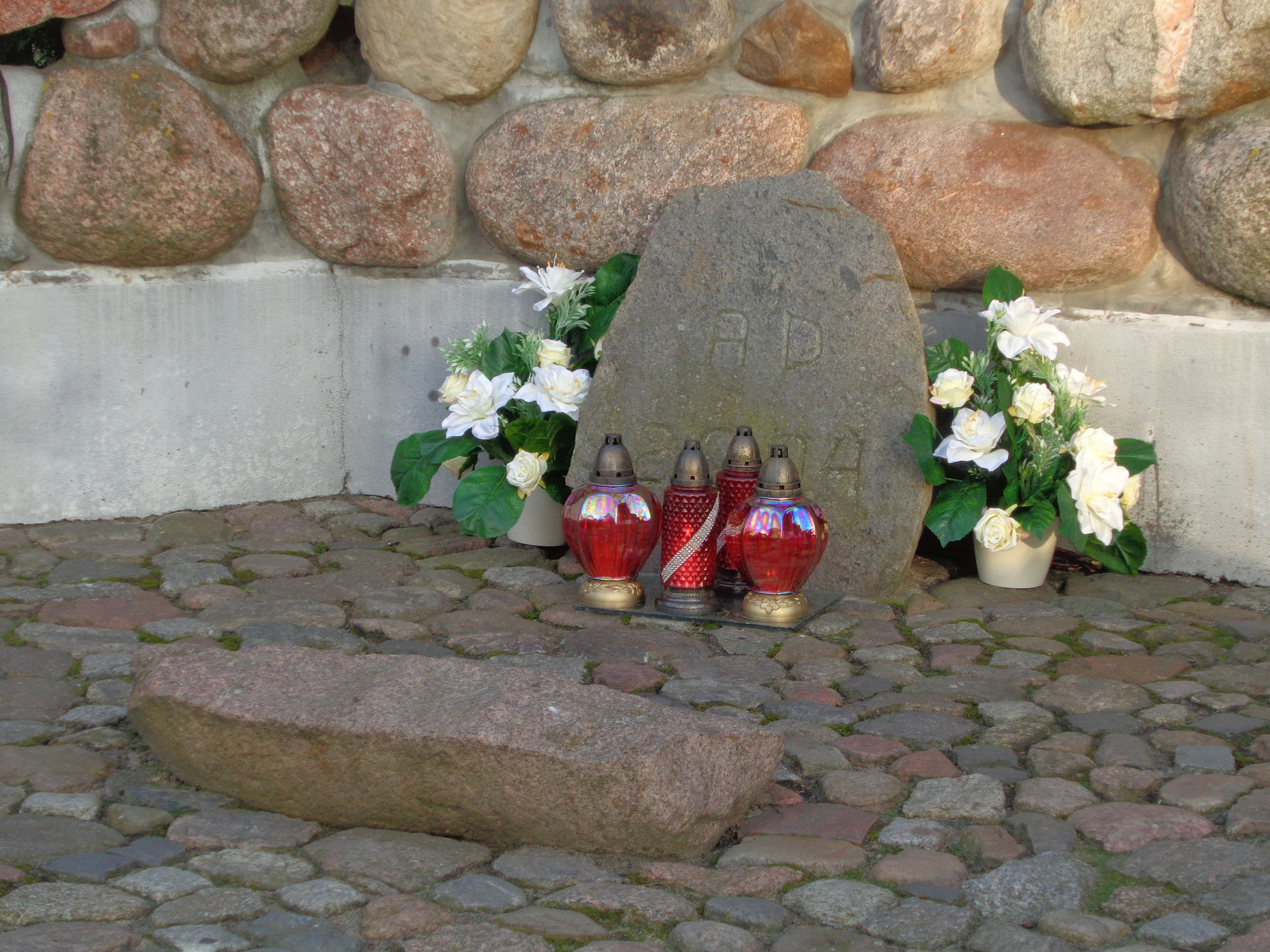
Klęcznik w grocie Matki Bożej Królowej Pokoju